# Kevin Bacon
Vous lisez un « article de qualité » labellisé en 2012.
Pour les articles homonymes, voir Bacon.
Pour le cavalier australien de saut d'obstacles, voir Kevin Bacon
Kevin Bacon est un acteur, producteur, réalisateur et compositeur américain, né le 8 juillet 1958 à Philadelphie (Pennsylvanie).
Après avoir débuté dans le premier Vendredi 13, il se fera véritablement connaître par le public américain dans le film musical Footloose en 1984. Il a interprété un certain nombre de méchants, notamment dans Sleepers, La Rivière sauvage, La Loi criminelle, Mauvais Piège, Hollow Man : L'Homme sans ombre ou X-Men : Le Commencement. Cependant, qualifié d'acteur de genre, il est également connu pour des seconds rôles dans JFK, Apollo 13, Mystic River ou plus récemment Crazy, Stupid, Love..
En 2010, il est nommé à l'Emmy et reçoit le Golden Globe et le Screen Actors Guild Award du meilleur acteur dans une mini-série ou un téléfilm pour son rôle du lieutenant-colonel Mike Srobl dans le téléfilm Taking Chance et a depuis 2003 son étoile sur le Hollywood Walk of Fame.
Il forme avec son frère le groupe de rock The Bacon Brothers depuis 1995, et son nom a servi de base à un jeu sur le cinéma, populaire aux États-Unis, The Six Degrees of Kevin Bacon (« Les six degrés de Kevin Bacon »), dont le but est de relier un acteur quelconque à Kevin Bacon par six partenaires de cinéma au maximum.

## Biographie

### Formation et premiers pas au théâtre

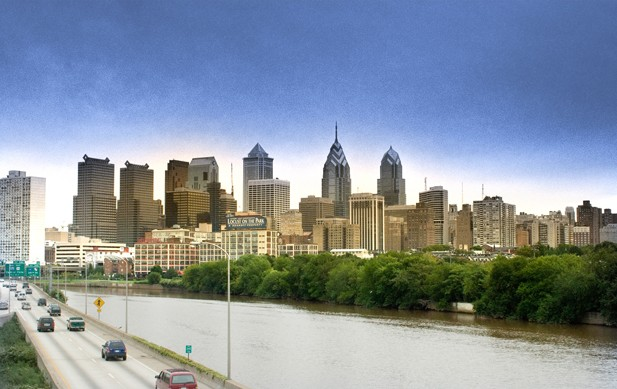
Philadelphie, ville d'origine de Kevin Bacon.

Kevin Bacon, né en 1958, est le plus jeune des six enfants de Ruth Hilda Holmes (1916-1991), institutrice et militante politique, et d'Edmund Norwood Bacon (1910-2005), un architecte éminent de Philadelphie, en Pennsylvanie, directeur de la commission d'urbanisme de la ville (Philadelphia City Planning Commission) pendant des années,.
À 16 ans, en 1974, il obtient une bourse pour étudier à l'école des Arts de Pennsylvanie Pennsylvania Governor's School for the Arts, appartenant à l'université d'arts libéraux de Bucknell. Il participe à un programme subventionné par l'État où il étudie le théâtre et fait un bref passage au Philadelphia's Manning Street Actor's Theatre. Il quitte le domicile familial à 17 ans pour commencer sa carrière d'acteur sur les planches à New York, où il apparaît à l'affiche des productions de la Circle in the Square Theatre School, une école de théâtre de Broadway où ont débuté entre autres Benicio del Toro, Philip Seymour Hoffman et Felicity Huffman, dont il devient l'un des plus jeunes élèves.
Il remporte un Obie Award (Off-Broadway Theater Awards) en 1982 pour sa performance dans les pièces de théâtre Forty Deuce (il reprendra son rôle d'un jeune prostitué dans le film adapté la même année : New York, 42e rue de Paul Morrissey, présenté à Cannes dans la catégorie Un certain regard) et Poor Little Lambs. Il obtient son premier rôle à Broadway en 1983 dans Slab Boys du dramaturge britannique John Byrne où il joue en compagnie de Sean Penn, Val Kilmer et Jackie Earle Haley. Entre deux rôles, il travaille comme serveur dans de petits restaurants de New York, et continue à apparaître dans des productions théâtrales jusqu'en 1993.

### Débuts au cinéma
Kevin Bacon débute au cinéma en 1978, avec un petit rôle dans American College (National Lampoon's Animal House), une comédie de John Landis sur les fraternités étudiantes américaines, mais refuse de participer à l'adaptation télévisée de 1979, Delta House (il participe cependant au faux documentaire disponible sur le DVD édité en 2003, Where Are They Now? (littéralement, « Où sont-ils maintenant ? ») qui prétend retrouver les personnages du film 25 ans après). Il apparaît ensuite dans quelques soap operas à la télévision : C'est déjà demain (Search for Tomorrow, 1979) ou Haine et Passion (The Guiding Light, 1980) pendant une année, après quoi il retourne auditionner pour de petits rôles Off-Broadway où il enchaîne les productions : Getting Out (1978), Album (1980), Flux (1982), Poor Little Lambs (1982), Loot (1986), Road (1988) et Spike Heels (1992).
Après avoir fait partie des victimes dans le film d'horreur Vendredi 13 (Friday the 13th, 1980), Barry Levinson lui offre en 1982 un rôle dans son premier long métrage Diner, avec Steve Guttenberg, Daniel Stern, Mickey Rourke, Tim Daly et Ellen Barkin. Le film est un succès critique et est cité par l'American Film Institute comme étant le 57e des meilleurs films comiques dans l’AFI's 100 Years... 100 Laughs. Bacon est remarqué par certains critiques qui qualifient son interprétation de  et la performance de l'ensemble des acteurs, encore inconnus, est plébiscitée.

### La consécration

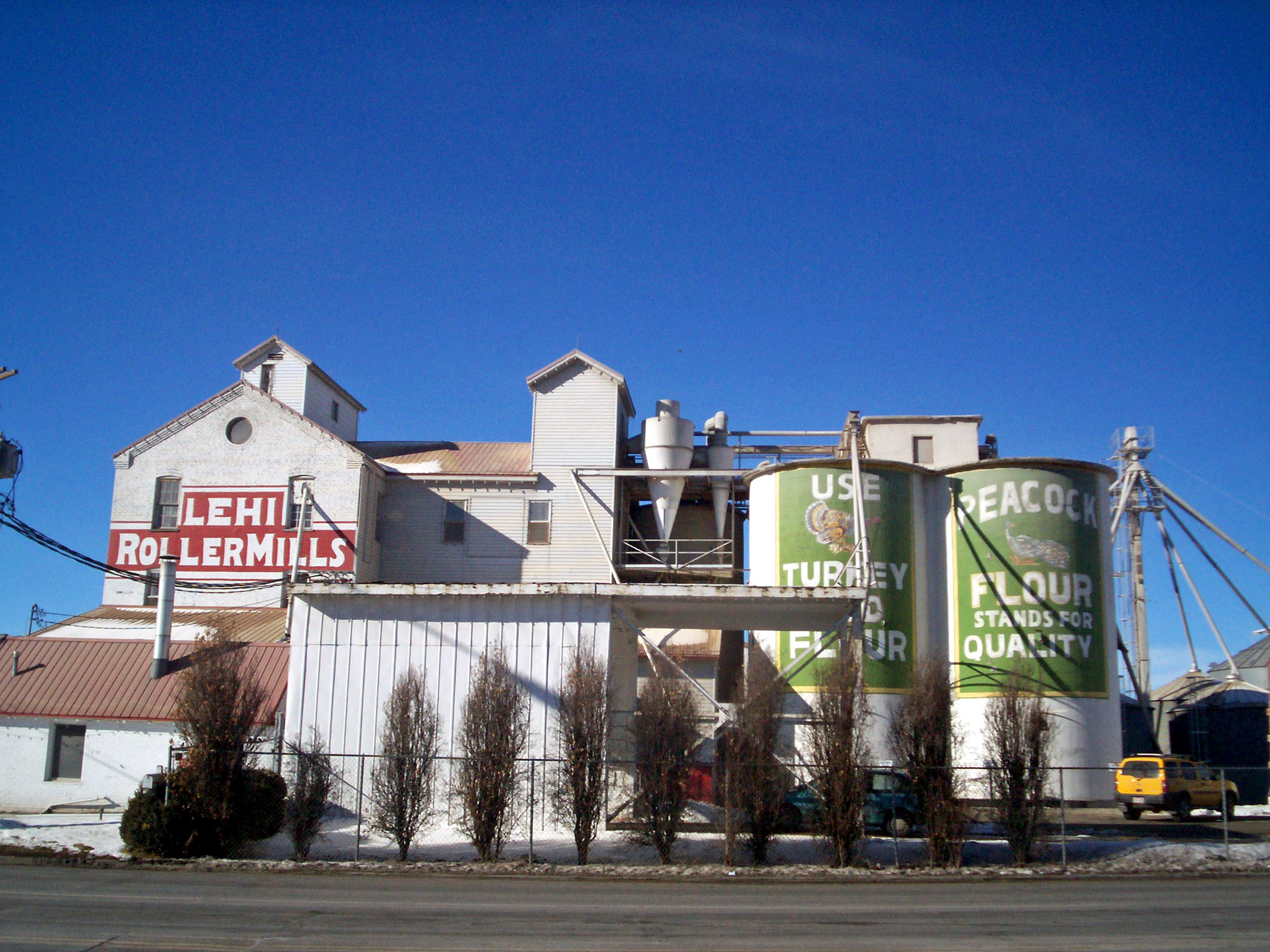
Le Lehi Roller Mills, un des lieux de tournage du film Footloose.

C'est en 1984 qu'arrive la consécration puisqu'il devient une star dans Footloose, pour son rôle du jeune rebelle Ren McCormick né à Chicago, qui veut réintégrer la danse et le rock dans une petite ville conservatrice qui les a bannis. Richard Corliss du Time a comparé Footloose à La Fureur de vivre (Rebel Without a Cause, 1955) avec James Dean et aux comédies musicales avec Mickey Rooney et Judy Garland, ajoutant que le film évoquait des thèmes contemporains comme l'incinération de livres, la crise de la cinquantaine, les parents absents (en anglais « AWOL parents »), les accidents de voiture meurtriers, la lutte contre les drogues (« War on Drugs ») et le vigilantisme de la Bible Belt (littéralement, « la ceinture de la Bible »).
Bacon reçoit quelques critiques positives pour son rôle qui le propulse sur le devant de la scène et le magazine People en fait sa couverture peu après la sortie du film. Malgré des critiques mitigées (le film est qualifié de « Fureur de vivre en tracteur, »), Footloose est un succès au box-office rapportant plus de 80 millions de dollars aux États-Unis pour un budget de 8,2 millions de $.

« Diner a fait connaître son nom, mais c'est Footloose qui fait de lui une star – pour les gamines de 12 ans en tout cas,. »

— Sean Macaulay, The Times (2000)
Alors qu'il n'était pas un danseur professionnel (un danseur double ses scènes de danse et de gymnastique) et malgré les réserves des studios qui ne le trouvaient pas assez séduisant,, Kevin Bacon est engagé pour son premier rôle principal. Le réalisateur du film Herbert Ross explique : « Paramount avait en tête un jeune très neutre, plutôt comme Rob Lowe, mais je trouvais qu'on avait besoin de plus d'angoisse, ». Le film a également bénéficié du succès des films musicaux des années 1980, en vogue aux États-Unis à l'époque, comme La Fièvre du samedi soir (Saturday Night Fever), Grease (1978), Fame (1980), Flashdance (1983), Dirty Dancing (1987), etc.

### Des rôles stéréotypés
Le succès critique et commercial du film incline Kevin Bacon à interpréter une série de rôles similaires à celui de Footloose correspondant à sa nouvelle image de « jeune et beau premier rôle, une version anonyme dans l'esprit des réalisateurs des rôles dans lesquels ils voulaient voir Tom Cruise, ». Parmi ces films peuvent être cités À toute vitesse (Quicksilver, 1986), La Vie en plus (She's Having a Baby, 1988), The Big Picture (1989) et Elle et lui (He Said, She Said, 1991).
Il dit ne pas avoir les compétences pour être un acteur de rôle principal et refuse de déménager à Los Angeles, qu'il surnomme la « ville de la peur », où toute l'industrie du cinéma est concentrée et qui symbolise dans l’imaginaire collectif un certain degré de réussite. Il joue aussi dans plusieurs films de genres différents, allant du film d'aventures au drame, mais toujours dans des rôles très secondaires, voire dans la figuration : White Water Summer (1987), End of the Line (1987) et Un ticket pour deux (Planes, Trains & Automobiles, 1987).
À la télévision, il alterne les séries télévisées, dans les genres du soap (C'est déjà demain, 1979) ou du feuilleton (Haine et Passion, 1980) et les téléfilms, dont Lemon Sky en 1988, où il rencontre Kyra Sedgwick. Il est l'hôte de l'émission à sketches Saturday Night Live en 1991.
Dans les années qui suivent il a des difficultés à se défaire de ces rôles stéréotypés, ce qui freine significativement sa carrière, il se contente donc de « rôles alimentaires ». Cette crise au sein de sa carrière est accentuée par des problèmes personnels : le décès de sa mère en 1991, des difficultés financières et de nouvelles responsabilités avec la naissance de son fils Travis en 1989 après son mariage l'année précédente avec l'actrice Kyra Sedgwick.
La Loi criminelle (Criminal Law, 1988) de Martin Campbell marque un certain changement puisqu'il interprète, face à Gary Oldman, un tueur en série, premier d'un certain nombre de rôles de méchant. Au début des années 1990, Bacon commence à se démarquer de son image de teen idol en acceptant des rôles plus diversifiés comme dans la comédie horrifique Tremors (1990) ou le film fantastique L'Expérience interdite (Flatliners, 1990) de Joel Schumacher, aux côtés de Julia Roberts et Kiefer Sutherland.

### Un nouveau départ

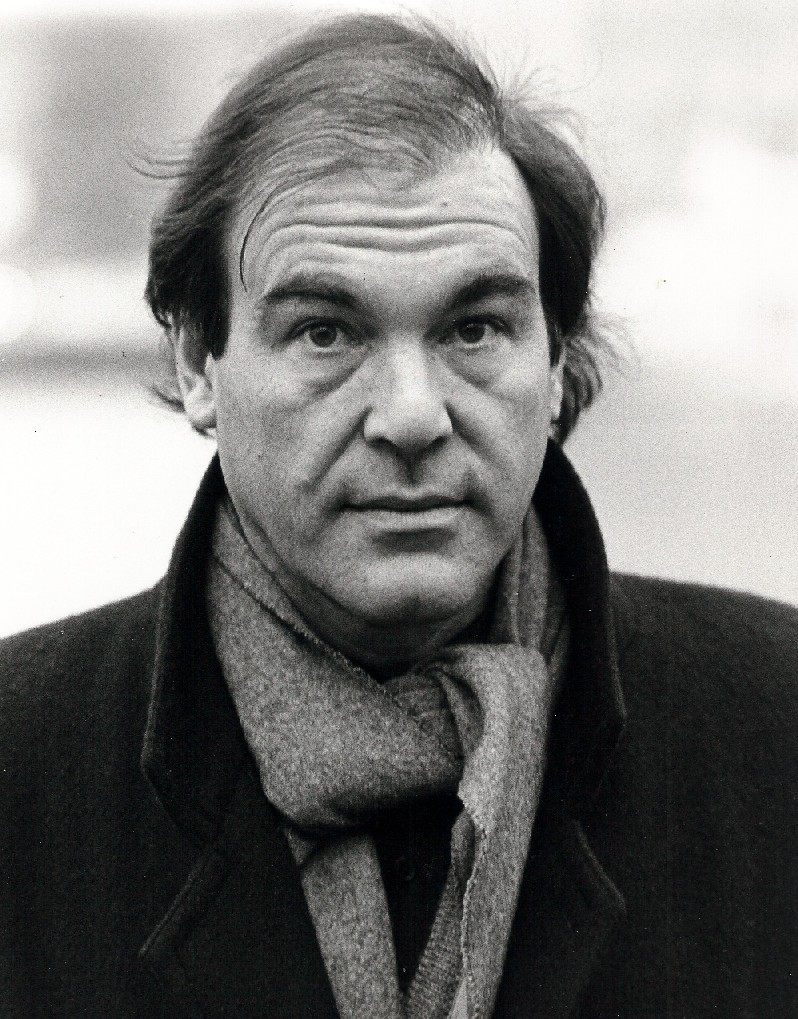
Oliver Stone offre à Bacon un petit rôle dans JFK.

Il s'échappe difficilement du Brat Pack (issu en 1985 d'un jeu de mots entre Rat Pack et le mot d'argot Brat, « morveux »), un groupe de jeunes acteurs américains dont la carrière a décollé dans les années 1980, avec entre autres Rob Lowe ou Demi Moore, dans lequel ses rôles générationnels l'ont contraint à demeurer plusieurs années,. C'est avec le JFK d'Oliver Stone en 1991 que Kevin Bacon reprend confiance en lui et commence à cultiver l'image de ce qu'il est vraiment : celle d'un acteur de genre (character actor en anglais),. Son nouvel agent, Paula Wagner, de la Creative Artists Agency, qui gérait alors la carrière de Tom Cruise, l'introduit auprès de Stone qui prépare un thriller politique sur l'assassinat de John F. Kennedy et propose sa remise en cause des conclusions de la Commission Warren.
Le rôle du prostitué gay Willie O'Keefe, bien que très mineur, et sa célèbre réplique « vous êtes un putain de libéral, Monsieur Garrison. Vous savez rien parce que vous vous êtes jamais fait enculer, », l'ont fait remarquer par ses pairs et les propositions ont commencé à pleuvoir,.

« La carrière de M. Bacon a pris un deuxième envol, résultant d'une décision qu'il a prise il y a plusieurs années pour se représenter comme un acteur de genre. Il est à la recherche de rôles secondaires qui lui permettent plus de liberté pour montrer ses talents d'acteur, stupéfie les critiques avec son prisonnier gay dans JFK et reçoit des éloges avec son militaire séduisant dans Des hommes d'honneur. »

— Trip Gabriel, The New York Times, 1994
L'année suivante en 1992, il apparaît dans Des hommes d'honneur (A Few Good Men), un drame juridique de Rob Reiner où il tient le rôle d'un procureur du Judge Advocate General (JAG), aux côtés de Tom Cruise, Jack Nicholson et Demi Moore. Le film rapporte 243 millions de dollars pour un budget de 40 millions, et Bacon est payé 650 000 $ pour son rôle.
En 1994, dans La Rivière sauvage (The River Wild), il interprète le rôle d'un psychopathe et vole la vedette à Meryl Streep. Il obtient sa première nomination au Golden Globe du meilleur acteur dans un second rôle alors qu'elle est nommée à celui de la meilleure actrice. Au cours du tournage, Bacon explique que « Meryl Streep est probablement pour moi la plus grande icône du cinéma, mais elle ne vous laisse pas le temps d'être intimidé. Elle remonte ses manches et dit : « Ça suffit. On a du boulot ! » Le tournage était très intense physiquement, mais c'était aussi très sympa d'être au milieu de la nature dans l'Oregon et le Montana. La température était parfaite, mais l'eau était glacée,. » Le film reçoit des avis mitigés (54 % de consensus sur Rotten Tomatoes) et rapporte un peu moins de 95 millions de dollars pour un budget de 45, mais certains critiques remarquent cependant que les meilleurs éléments du film sont la performance de Bacon, en bad guy charmeur et sinistre, et celle de Streep, qui apporte de l'humour et de l'intelligence à son personnage,.

### Des seconds rôles de plus en plus sombres

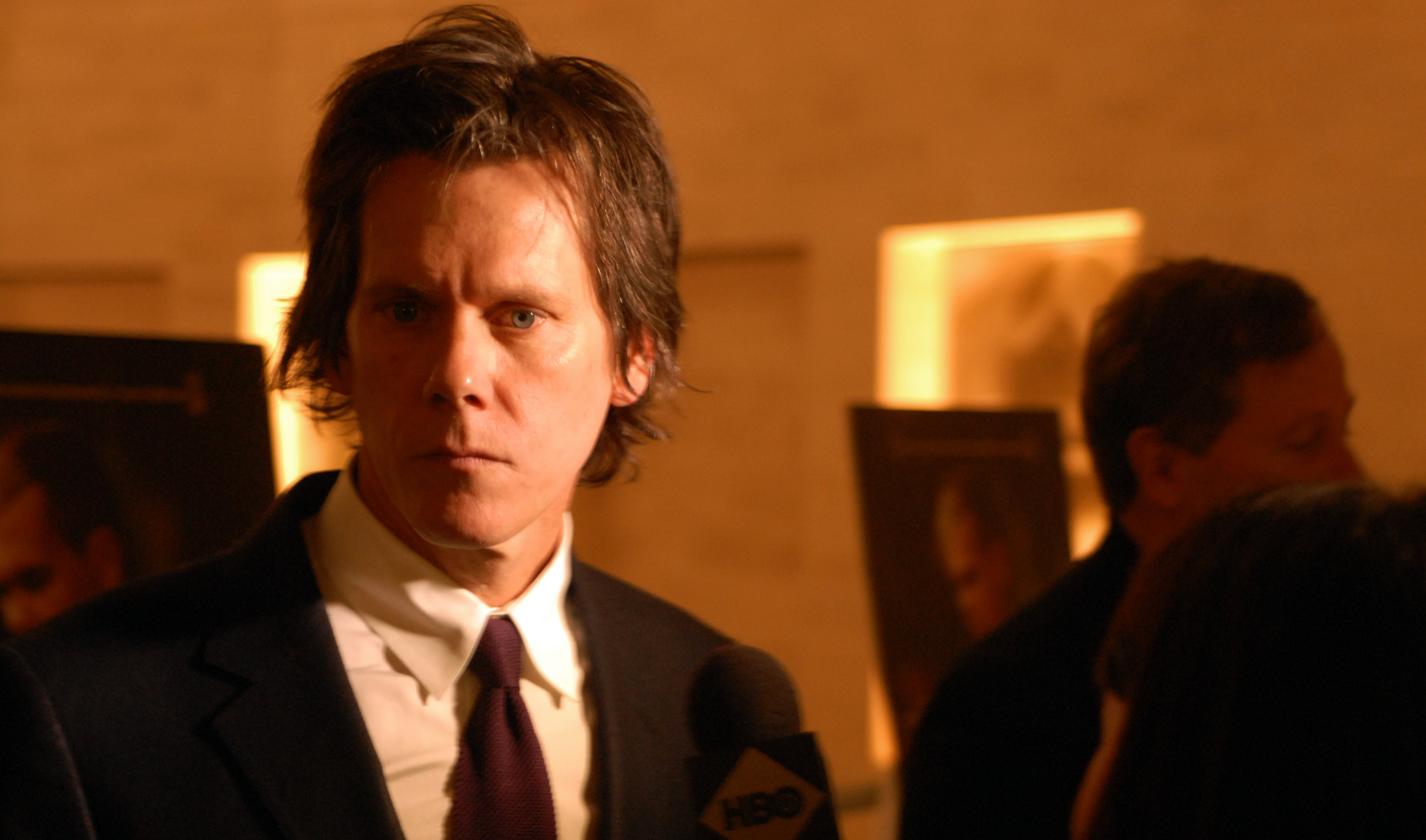
Kevin Bacon en février 2009 avant une projection de Taking Chance.

Après un bref caméo dans la série Frasier, il interprète dans Meurtre à Alcatraz (Murder in the First, 1995) le rôle éprouvant physiquement et mentalement du prisonnier d'Alcatraz Henri Young. Inspiré d'une histoire vraie, le film relate la bataille d'un jeune avocat joué par Christian Slater pour obtenir la réhabilitation de son client, Young, injustement torturé et laissé en isolement pendant trois ans après une tentative ratée d'évasion. Kevin Bacon y retrouve Gary Oldman, directeur adjoint de la prison et bourreau personnel de Young. Le tournage, en majeure partie réalisée à Los Angeles, est difficile : il doit passer une grande partie du temps nu, dans l'humidité et l'obscurité d'une cellule de deux mètres sur quatre, et l'équipe subit de plein fouet le séisme de Northridge de 1994, d'une magnitude de 6,7, qui entraîne plusieurs jours d'interruption de tournage des scènes au tribunal.
Produit par les studios Warner Bros, le film prend de nombreuses libertés avec la véritable histoire de Henri Young, cherchant à le rendre sympathique en le montrant sous un aspect presque innocent (il aurait été incarcéré pour avoir volé 5 $ afin d'acheter de la nourriture à sa petite sœur). En réalité, Young était un braqueur de banque qui avait brutalisé des otages et assassiné un homme en 1933, et il ne fut pas maintenu en isolement dans un cachot et torturé pendant trois ans.
Bacon remporte le Critics' Choice Movie Award du meilleur acteur remis par la Broadcast Film Critics Association et est nommé au Screen Actors Guild Award du meilleur acteur dans un second rôle. La production ayant retardé la sortie du film, Bacon rate de peu une possible nomination aux Oscars. Kyra Sedgwick y fait une brève apparition dans le rôle d'une prostituée.
La même année, en 1995, il obtient le rôle de l'astronaute Jack Swigert, membre de la mission Apollo 13 dans le film de Ron Howard aux côtés de Tom Hanks, Bill Paxton et Ed Harris. Ils reçoivent ensemble le Screen Actors Guild Award de la meilleure distribution et le film est nommé pour neuf Oscars dont celui du meilleur film. Le film est un succès critique et commercial, et rapporte plus de 350 millions de dollars au niveau mondial, avec plus de 2 millions d'entrées en France. Par la suite, il double la voix du chien-loup héros du film d'animation Balto chien-loup, héros des neiges (Balto, 1995), et apparaît en caméo dans la série télévisée Dingue de toi (Mad About You) où il explique lui-même le principe du jeu nouvellement créé d'après son nom, The Six Degrees of Kevin Bacon.
En 1996, Bacon interprète le rôle du gardien de prison sadique et pédophile dans Sleepers, l'histoire de quatre gamins de Hell's Kitchen envoyés dans une maison de redressement à la suite d'une farce qui a tourné au drame, et qui sont torturés et violés par un groupe de gardiens véreux. Barry Levinson le contacte alors que Bacon réalise au Canada le téléfilm Les Orages d'un été (Losing Chase) avec Helen Mirren, Kyra Sedgwick et Beau Bridges, en lui disant qu'il pourrait donner un aspect intéressant au personnage, pour un salaire de 2 500 000 $. Avec Robert De Niro, Dustin Hoffman et Brad Pitt au casting, le film rapporte plus de 165 millions de dollars et reçoit des critiques variables, mais Bacon est encore félicité pour sa prestation : Roger Ebert écrit qu'il est un méchant intense et efficace, et le Time le qualifie de « vicieux au plus haut point,. »

### Des bons et des mauvais choix

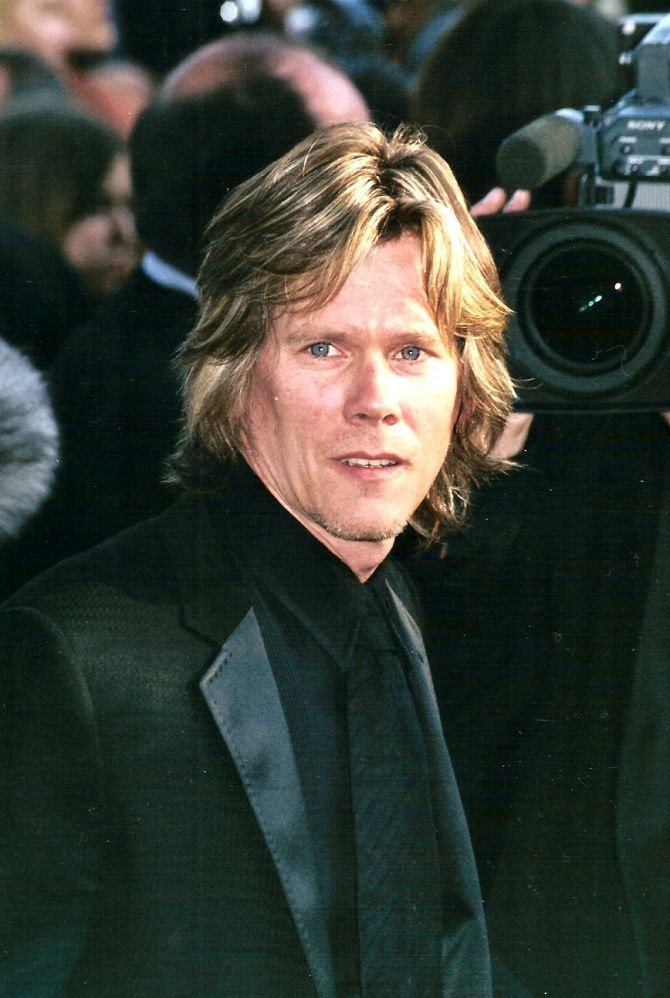
Kevin Bacon à Cannes en 2004.

L'année suivante, il partage l'affiche avec Jennifer Aniston dans la comédie romantique Trait pour trait (Picture Perfect), puis avec Brad Renfro dans le drame Telling Lies in America. Il apparaît également dans un court-métrage noir sur New York intitulé Destination Anywhere, s’inspirant du second album solo de Jon Bon Jovi : d'une durée de 45 minutes, le film raconte l'histoire d'un jeune couple, composé de Bon Jovi et Demi Moore, qui luttent contre l'alcoolisme après la mort de leur enfant. Il interprète un jeune handicapé mental qui devient l'ami de la jeune Evan Rachel Wood dans Digging to China en 1998, et remporte le Griffon d'or de la meilleure interprétation du Festival du film de Giffoni (Italie). La même année, Bacon endosse le rôle du détective Ray Duquette dans le thriller Sexcrimes (Wild Things) de John McNaughton, dont il est également producteur délégué. Le film reçoit un bon accueil public, rapportant plus de 67 millions de dollars, la critique étant plus mitigée, attribuant plutôt le succès du film aux scènes de sexe entre Denise Richards et Neve Campbell qu'à la qualité du scénario.
En 1999 et 2000, Kevin Bacon tient le premier rôle des films fantastiques Hypnose (Stir of Echoes) de David Koepp, où il interprète un jeune père de famille qui à la suite d'une séance d'hypnose est assailli de visions étranges et de voix inquiétantes, et Hollow Man, dans lequel il joue un scientifique égocentrique et vicieux faisant des recherches sur l'invisibilité. Il reçoit le Blockbuster Entertainment Award du meilleur acteur et est nommé au MTV Movie Award du meilleur méchant pour ce rôle, alors que le film est nommé à l'Oscar des meilleurs effets visuels lors de la cérémonie en 2001. Il était le premier choix du réalisateur Spike Jonze pour le rôle obtenu par Charlie Sheen, l'ami acteur de Malkovich, dans le film Dans la peau de John Malkovich (Being John Malkovich, 1999).
Il est aussi à l'affiche de Mon chien Skip (My dog Skip) et fait deux brèves apparitions dans We Married Margo en caméo et dans Novocaïne, un thriller avec Steve Martin et Helena Bonham Carter dont le titre est l'ancien nom commercial de la procaïne, un anesthésique local utilisé notamment par les dentistes. En 2002, il est le preneur d'otage et kidnappeur face à Charlize Theron dans le film de Luis Mandoki, Mauvais piège (Trapped). Le film rapporte un peu plus de 13 millions de dollars pour un budget de 30 millions, et les critiques sont majoritairement négatives : Télérama écrit que « le mauvais piège, c'est le film. »
En 2002 et 2003, il retourne sur les planches des théâtres de New York, pour une pièce en solo intitulée An Almost Holy Picture à l'American Airlines Theatre de Broadway et l'année suivante pour une lecture de Lysistrata, écrite en 441 av. J.-C. par Aristophane, dans le cadre d'un projet de protestation contre la crise de désarmement de l'Irak appelé The Lysistrata Project, en utilisant le message antiguerre véhiculé par la pièce. Il fait aussi des apparitions à la télévision, notamment dans la sitcom Will et Grace (Will and Grace) où il interprète son propre rôle et exécute avec le personnage principal Will Truman (Eric McCormack) la danse qui l'a rendu célèbre dans Footloose (il réapparaîtra quelques secondes au cours du dernier épisode de la série en 2006).

### Des personnages torturés

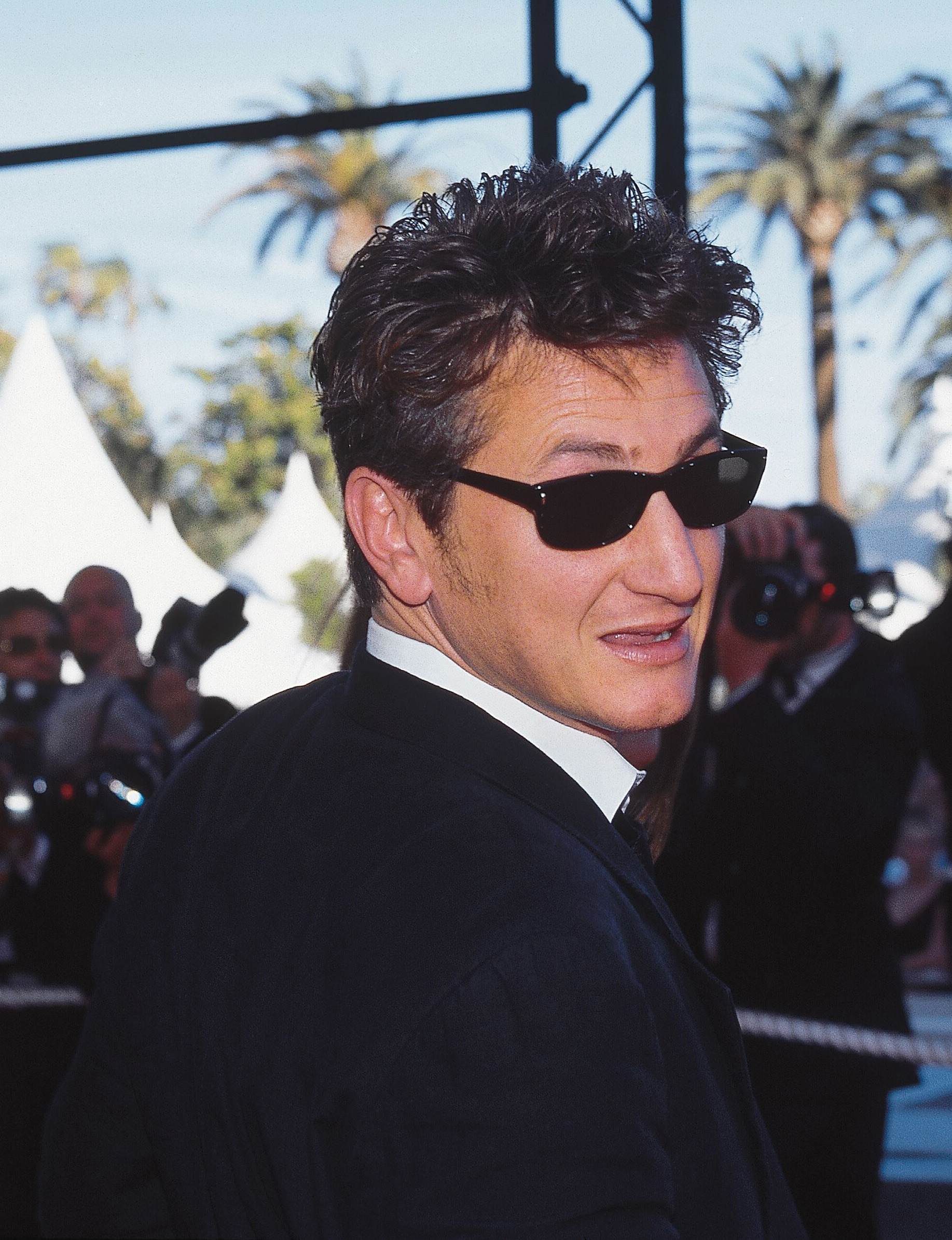
Kevin Bacon retrouve Sean Penn pour Mystic River.

Clint Eastwood lui offre en 2003 l'un des rôles principaux dans Mystic River aux côtés de Sean Penn, Tim Robbins et Marcia Gay Harden. Le film, couronné d'un César du meilleur film étranger et des Oscars du meilleur acteur (Penn) et du meilleur acteur dans un second rôle (Robbins), est un succès public, puisqu'il rapporte plus de 156 millions de dollars au box-office mondial pour un budget de 25 000 000 $. Couronné de nombreuses critiques positives, le film obtient des notes élevées par les sites répertoriant les critiques cinématographiques, comme Rotten Tomatoes (86 %) ou Metacritic (84⁄100), et de 4,7 étoiles sur 5 sur Allociné résumant les critiques de la presse française.
L'interprétation commune des acteurs principaux est l'un des piliers du film, plutôt considéré comme un drame psychologique sur la culpabilité qu'un film policier, l'autre élément majeur étant justement la profondeur des personnages dans le drame récent qui rouvre les blessures enfouies des trois protagonistes. Bacon remporte avec ses coacteurs le Boston Society of Film Critics Award de la meilleure distribution et est nommé au Screen Actors Guild Award de la meilleure distribution et Télérama le décrit comme celui « dont le visage mutique peut évoquer celui du grand Clint. »
La même année, il fait une apparition non créditée dans le thriller érotique In the Cut comme l'ancien copain envahissant de Meg Ryan. Il auditionne initialement pour le rôle du policier joué par Mark Ruffalo, mais la réalisatrice Jane Campion lui propose finalement ce rôle très secondaire, qu'il accepte par amitié.
En 2004, il apparaît dans The Woodsman, un film indépendant dans lequel il interprète un pédophile en quête de rédemption à sa sortie de prison. Le rôle, l'un des plus dérangeants qui soit, lui vaut une reconnaissance de la presse spécialisée. En effet, son interprétation de Walter, sombre et sincère, atteint la frontière du tabou d'Hollywood, où la question de la pédophilie est rarement traitée, et abordée avec le maximum d'objectivité. Bien qu'il interprète un pédophile dans Sleepers, la différence tient au contexte inhérent au film : dans Sleepers, le personnage est un méchant de cinéma, représenté par les plus mauvais adjectifs (sadique, cruel, vicieux, meurtrier) et également par la manière de filmer de Levinson (aucun plan ne lui est esthétiquement favorable), et à la fin, le public est satisfait de le voir mourir. Dans The Woodsman, Bacon explique qu'il voulait faire de son personnage une vraie personne, dont la maladie réclame un traitement : « le film ne demande pas la sympathie du public, mais il fait appel à son empathie,. » La qualité de son interprétation tient au fait qu'il avait le choix d'en faire une victime impuissante ou un prédateur incurable, et qu'il a fait les deux à la fois.
Kyra Sedgwick joue également dans le film, étant le seul soutien de Walter dans sa tentative de réhabilitation, ainsi que la jeune Hannah Pilkes qui interprète la jeune fille qu'il rencontre au parc. Tiré d'une pièce de Steven Fechter, le film est présenté à de nombreux festivals, dont Sundance (nommé au Grand prix du jury) et Deauville (remporte le Prix spécial du jury), et a été nommé à de nombreuses récompense de cinéma indépendant. Bacon est nommé au Chlotrudis Awards, à l'Independent Spirit Awards et au Satellite Award du meilleur acteur dans un film dramatique, et, ayant composé la musique du film, il remporte la Mention spéciale dans la catégorie « Impact de la musique dans un film » au Festival international du film de Flandre-Gand. Le film rapporte un peu plus de 4,5 millions de dollars pour un budget de 2,5 millions, ne faisant que 8 000 entrées en France. D'un point de vue critique, The Woodsman reçoit de bons échos, avec une note de 88 % sur Rotten Tomatoes, et de nombreux commentaires sur la performance de Bacon, subtile et donnant des frissons, dont « le jeu est parfois salué mais insuffisamment apprécié, ».

### Première réalisation

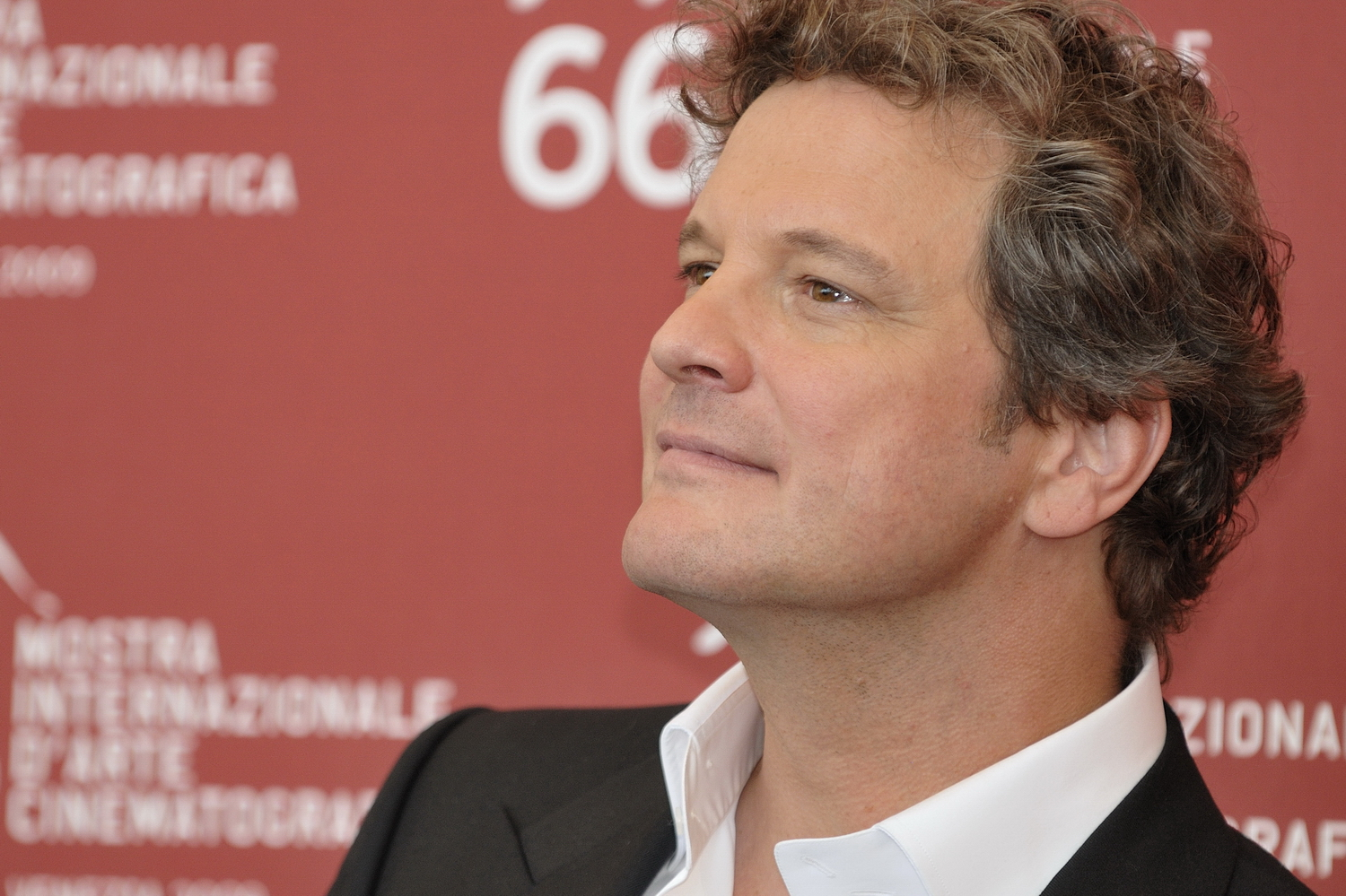
Colin Firth, partenaire de Bacon dans La Vérité nue.

Alors qu'il avait réalisé un téléfilm au Canada en 1996, Les Orages d'un été, qui a permis à Helen Mirren de remporter le Golden Globe de la meilleure actrice dans une minisérie ou un téléfilm, et a été nommé à celui du meilleur téléfilm, Bacon se lance dans la réalisation pour le cinéma en 2005, avec Loverboy. Écrit par Hannah Shakespeare d'après le roman homonyme de Victoria Redel, le film traite de la protection étouffante d'une mère pour son enfant. La musique est composée par Michael Bacon, et le rôle de la mère est interprété par Kyra Sedgwick, alors que Kevin Bacon et leurs deux enfants y font quelques apparitions.
Après une brève apparition dans la comédie Beauty Shop, lui valant une nomination au Teen Choice Award du mec louche préféré, Kevin Bacon rejoint Colin Firth pour tourner sous la direction du réalisateur canadien Atom Egoyan dans La Vérité nue (Where the Truth Lies). Sélectionné en compétition officielle au Festival de Cannes 2005, le film reçoit un accueil mitigé aux États-Unis, et rapporte seulement 3,5 millions de dollars pour un budget de 25. Lorsqu'il est comparé à un autre film canadien sorti à la même époque, A History of Violence de David Cronenberg, semblables dans leur approche de l'Amérique (« Egoyan et Cronenberg suggèrent tous les deux dans leurs films qu'il y a quelque chose de profondément enraciné dans le personnage de l'Américain qui requiert le pouvoir et le contrôle bien au-delà de ce que les gens pourraient raisonnablement espérer »), le film d'Egoyan est qualifié d'« échec ambitieux » alors que celui de Cronenberg est un « succès artistique ». Les performances des deux acteurs principaux, Bacon et Firth, sont cependant plébiscitées, alors que beaucoup de critiques remettent en cause le choix de l'actrice Alison Lohman pour leur faire face,. L'acteur compare les personnages de Lanny Morris (Bacon) et Vince Collins (Firth) à des duos comiques américains tels que Laurel et Hardy, Abbott et Costello, les Smothers Brothers, ou encore Rowan et Martin, et s'est basé sur les vaudevilles ainsi que sur les performances des membres du Rat Pack pour représenter « ce sentiment qu'on avait quand on les regardait traîner sur scène, boire, fumer et faire des blagues,,. »
Le film est classé « NC-17 » (interdit aux moins de 17 ans, équivalent de l'ancien classement X) par la Motion Picture Association of America pour des scènes figurant du triolisme et du lesbianisme. Alors qu'Egoyan parle de censure, Bacon réagit en disant : « je ne comprends pas que certains films extrêmement violents, extrêmement contestables dans leur représentation des femmes, s'en sortent avec un « R », simplement parce que les gens qui y apparaissent gardent leurs vêtements, ». Il évoque la possibilité que la MPAA soit simplement choquée par les scènes de sexe homosexuelles, ce qui est également l'une des critiques mises en lumières par This Film Is Not Yet Rated, un documentaire sur le système de classement des films aux États-Unis. Finalement, le distributeur THINKFilm a choisi de diffuser le film non classé (« Unrated »), la soumission d'un film à l'évaluation de la MPAA n'étant pas obligatoire.
En 2007, il enchaîne plusieurs rôles secondaires dans des films indépendants tels que The Air I Breathe ou Rails & Ties, réalisé par Alison Eastwood, la fille de Clint Eastwood. Il tient également le rôle principal de Death Sentence, où son personnage Nick Hume cherche à venger le meurtre de son fils par un gang. Enfin, il fait une apparition dans le court métrage réalisé par le jeune acteur Dominic Scott Kay, interprète du garçon sur-protégé dans Loverboy.
L'année suivante, Bacon est contacté pour jouer dans le film à sketches New York, I Love You, dans le segment These Vagabond Shoes marquant la première réalisation de Scarlett Johansson. Alors que l'intégralité du film est présenté au festival international du film de Toronto, le segment en question est coupé au montage pour la version distribuée au cinéma. Par la suite, il interprète le chef de cabinet Jack Brennan dans Frost/Nixon, réalisé par Ron Howard et adapté de la pièce homonyme de Peter Morgan, racontant les interviews télévisés de 1977 entre le journaliste britannique David Frost et l'ancien président des États-Unis Richard Nixon. Le film reçoit un bon accueil critique (92 % sur Rotten Tomatoes ; 80⁄100 sur Metacritic), et est nommé aux Oscars (dont l'Oscar du meilleur film), aux Golden Globes et aux BAFTA Awards, ainsi qu'au Screen Actors Guild Award de la meilleure distribution. Kevin Bacon a rencontré le « vrai » Jack Brennan avant le tournage, et celui-ci lui a parlé de son opinion à propos de Nixon, et de leur admiration mutuelle.
À la télévision, après un caméo dans un épisode de l'émission de téléréalité Queer Eye consacré à son frère Michael Bacon en 2006, il apparaît brièvement dans un épisode du Colbert Report à la fin de la grève des scénaristes en 2008. Puis, toujours en 2008, le téléfilm d'animation sur l'environnement, The Magic 7 réalisé par Roger Holzberg, est finalement diffusé, alors qu'il était initialement prévu pour 1997 (pour le Jour de la Terre), avec Bacon et de nombreux acteurs engagés comme Ted Danson, Michael J. Fox, Jennifer Love Hewitt, Ice-T, Jeremy Irons, James Earl Jones, Demi Moore ou Meryl Streep. Il a également réalisé quatre épisodes de la série The Closer : L.A. enquêtes prioritaires (The Closer) entre 2006 et 2009.

### La reconnaissance

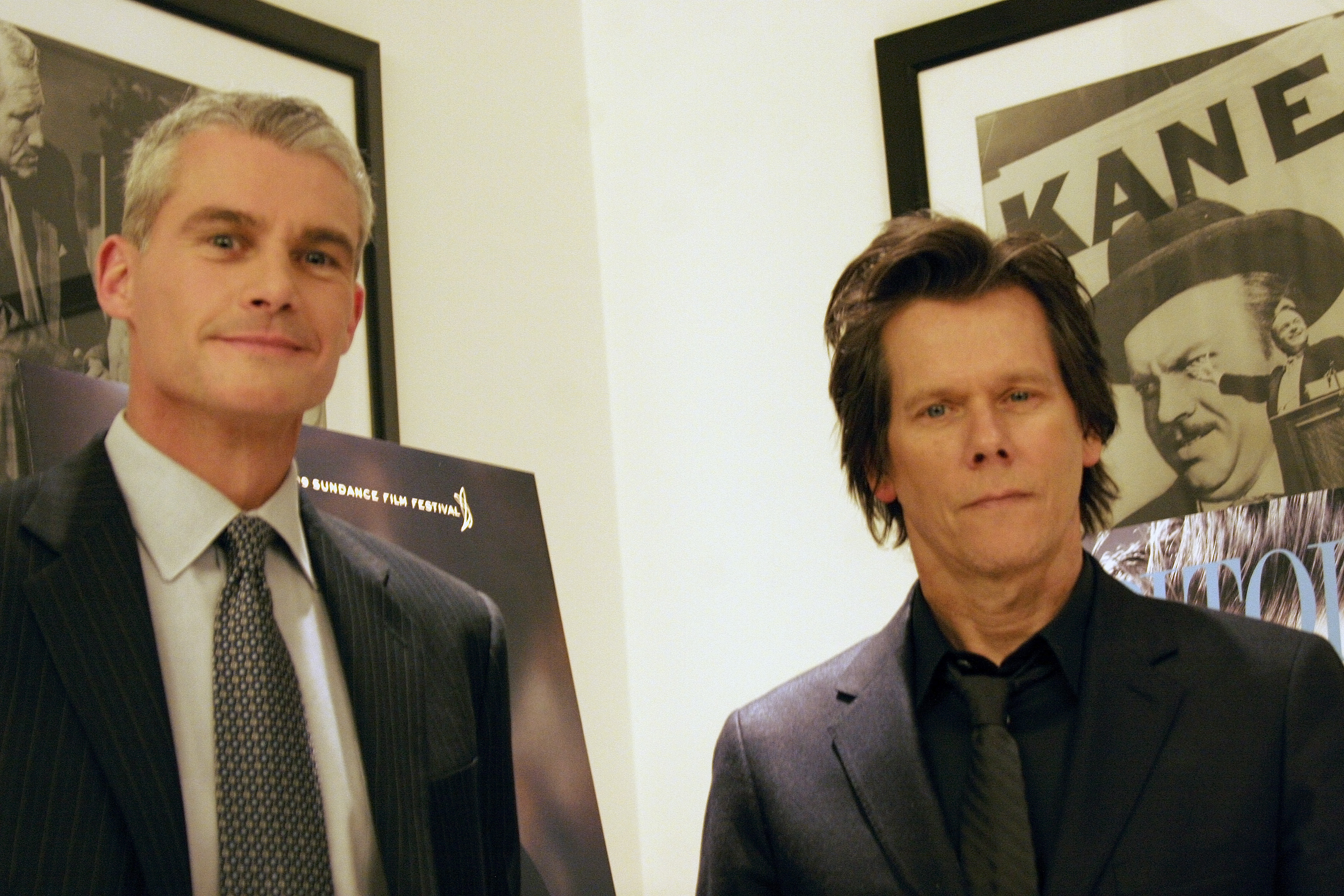
Bacon (à droite) et Michael Strobl (à gauche), dont il incarne le rôle dans Taking Chance.

En 2009, Bacon interprète le rôle du Lieutenant Colonel Mike Strobl, un officier des US Marines, volontaire pour escorter le corps d'un soldat de la guerre d'Irak tombé au combat jusqu'à sa ville natale, dans Taking Chance, produit et diffusé par HBO. Présenté à Sundance, le téléfilm reçoit des critiques mitigées (« 87 minutes fastidieuses passées à voir Kevin Bacon au garde-à-vous, »), mais est visionné par plus de 2 millions de téléspectateurs le premier soir de sa diffusion (5,5 millions avec les rediffusions), en faisant le programme le plus visionné de la chaîne en cinq ans. Taking Chance est nommé à dix reprises à la 62e cérémonie des Primetime Emmy Awards, les plus importantes récompenses de la télévision américaine, dont l'Emmy du meilleur téléfilm, du meilleur réalisateur et du meilleur scénariste, ainsi que celui du meilleur acteur dans une mini-série ou un téléfilm pour Bacon. Celui-ci remporte cependant le Golden Globe ainsi que le Screen Actors Guild Award du meilleur acteur dans une mini-série ou un téléfilm.
Au cinéma, il joue dans deux films indépendants, aux côtés de Renée Zellweger dans My One and Only en 2009, et enchaîne l'année suivante avec un retour au rôle du méchant dans le film parodique de super-héros, Super, face à Rainn Wilson et Elliot Page.
En 2011, après un second rôle dans le film du réalisateur thaïlandais Prachya Pinkaew, Bangkok Revenge (Elephant White), il retrouve les blockbusters avec un nouveau rôle du méchant dans la préquelle X-Men : Le Commencement (X-Men: First Class) de l’adaptation cinématographique des comics X-Men. Il y interprète le mutant Sebastian Shaw, créateur du Club des Damnés, face aux jeunes Charles Xavier (James McAvoy) et Erik Lensherr (Michael Fassbender). Bacon est nommé au Teen Choice Award du méchant préféré. Le film est un succès critique et commercial, avec plus de 2 millions d'entrées en France, des recettes internationales supérieures à 350 millions de dollars. L’agrégateur de critiques Rotten Tomatoes répertorie plus de 230 critiques pour un score de 87 %, et la performance des acteurs principaux est largement remarquée,,.

« Bacon interprète une autorité féroce lorsqu'il explique aux élèves mutants de Charles [Xavier] que « soit vous restez vous battre aux côtés de ceux qui vous craignent et qui vous haïssent, soit vous venez me rejoindre et vivre à l'égal des rois », bien que son ton rappelle moins Marvel en 1962 que Diner en 1982. Mais l'acteur est saboté par le casque en métal qu'on lui fait porter, le faisant ressembler à un personnage de South Park. »

— Richard Corliss, Time (2011)
La même année, il obtient un rôle secondaire dans la comédie romantique Crazy, Stupid, Love aux côtés de Steve Carell, Ryan Gosling, Julianne Moore et Emma Stone. Le film reçoit également des critiques plutôt positives (78 % sur Rotten Tomatoes et 68 % sur Metacritic) et rapporte plus de 130 millions de dollars pour un budget initial de 50 millions de dollars.
En 2010 et 2011, il fait des apparitions à la télévision : en caméo dans Bored to Death, face à Jason Schwartzman, Ted Danson et Zach Galifianakis, où il interprète son propre rôle, un Kevin Bacon arrogant intéressé pour adapter le personnage de comics dessiné par Ray (Galifianakis), et dans Robot Chicken, une série d'animation où il double le personnage qu'il jouait dans Footloose.
En mars 2012, Bacon participe avec de nombreux acteurs engagés, comme George Clooney, Martin Sheen, Brad Pitt, Jamie Lee Curtis, John C. Reilly, etc., à la pièce de théâtre écrite par le scénariste Dustin Lance Black (Harvey Milk). Intitulée 8, elle se base sur la transcription du procès Perry v. Brown contre la Proposition 8 (2009) qui proposait d'interdire de mariage homosexuel en Californie. Déclarée anticonstitutionnelle par le juge Vaughn Walker au cours du procès, la Proposition 8 fait encore l'objet de luttes judiciaires. La pièce, jouée en septembre 2011 à Broadway puis en mars 2012 à Los Angeles, est diffusée gratuitement sur You Tube sur la chaîne de l’American Foundation for Equal Rights, et Bacon y interprète l'avocat de la défense Charles J. Cooper (représentant l'État de Californie).

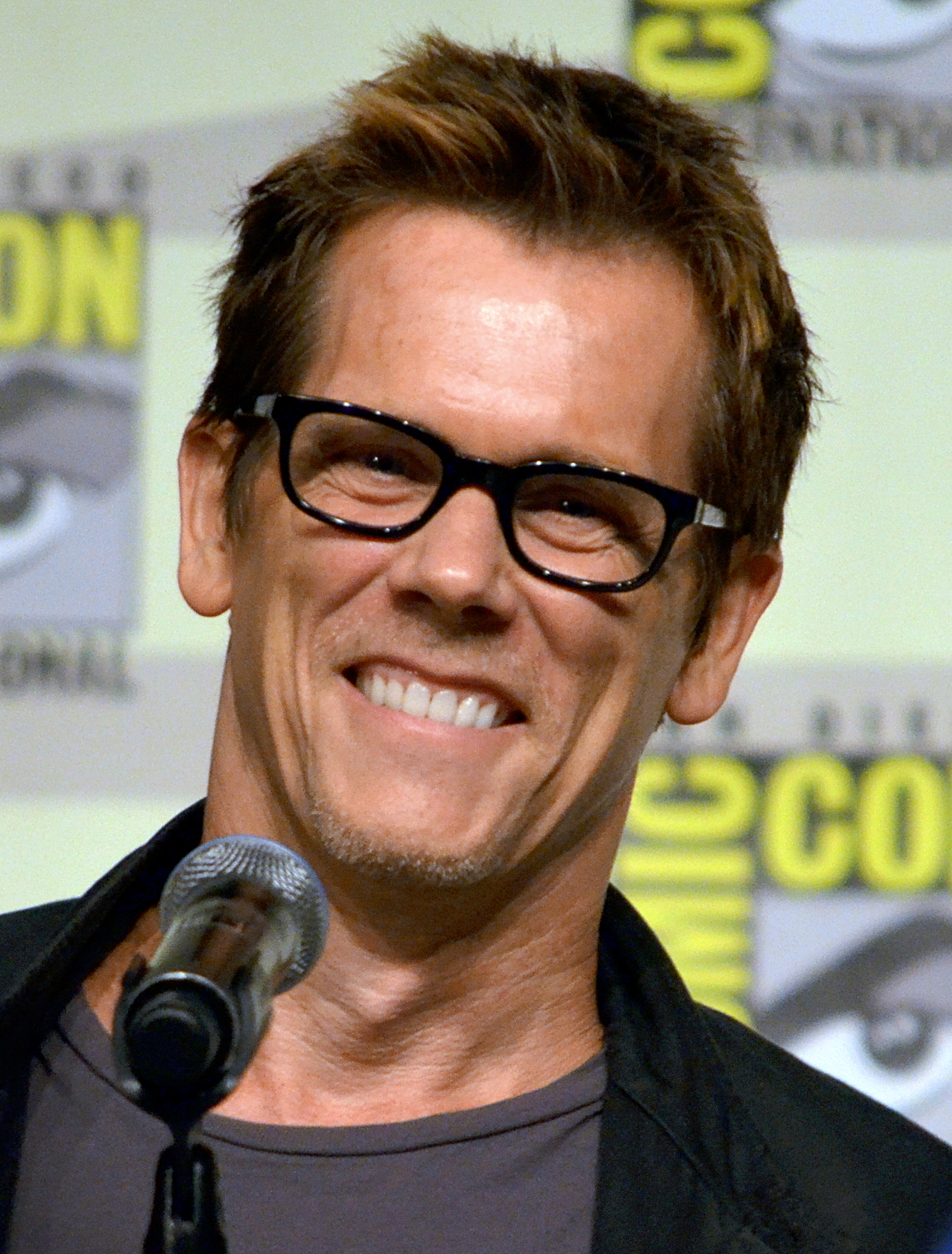
Bacon au Comic-Con 2012 pour la promotion de The Following.

À la fin de la saison télévisuelle 2011-2012, mi-mai 2012, la Fox a annoncé au cours des Upfronts (conférence de presse pour présenter les nouveautés, annulations et renouvellements de séries télévisées sur les réseaux américains) le lancement d'une nouvelle série policière, The Following. Bacon y tient le rôle de Ryan Hardy, un ancien agent du FBI qui est contraint de reprendre du service pour traquer le tueur en série Joe Carroll (James Purefoy), récemment évadé de prison. Elle est diffusée à partir du 21 janvier 2013 sur Fox et s'arrête le 18 mai 2015, la chaine ayant décidé d'annuler la série après sa troisième saison à cause de mauvaises audiences,.
De 2019 à 2022, il évolue aux côtés d'Aldis Hodge dans la série télévisée City on a Hill qui le voit incarner l'agent du FBI Jackie Rohr. La série est annulée par Showtime après trois saisons.
En novembre 2022, il retrouve James Gunn pour les besoins du téléfilm Les Gardiens de la Galaxie : Joyeuses Fêtes diffusé sur Disney +. Jouant son propre rôle, Bacon est au centre de l'intrigue, les personnages de Drax le Destructeur (Dave Bautista) et Mantis (Pom Klementieff) essayant de le kidnapper pour l'offrir durant Noël à leur ami Peter Quill / Star-Lord (Chris Pratt), un grand fan de l'acteur qui connait une période difficile.

## Un acteur de genre

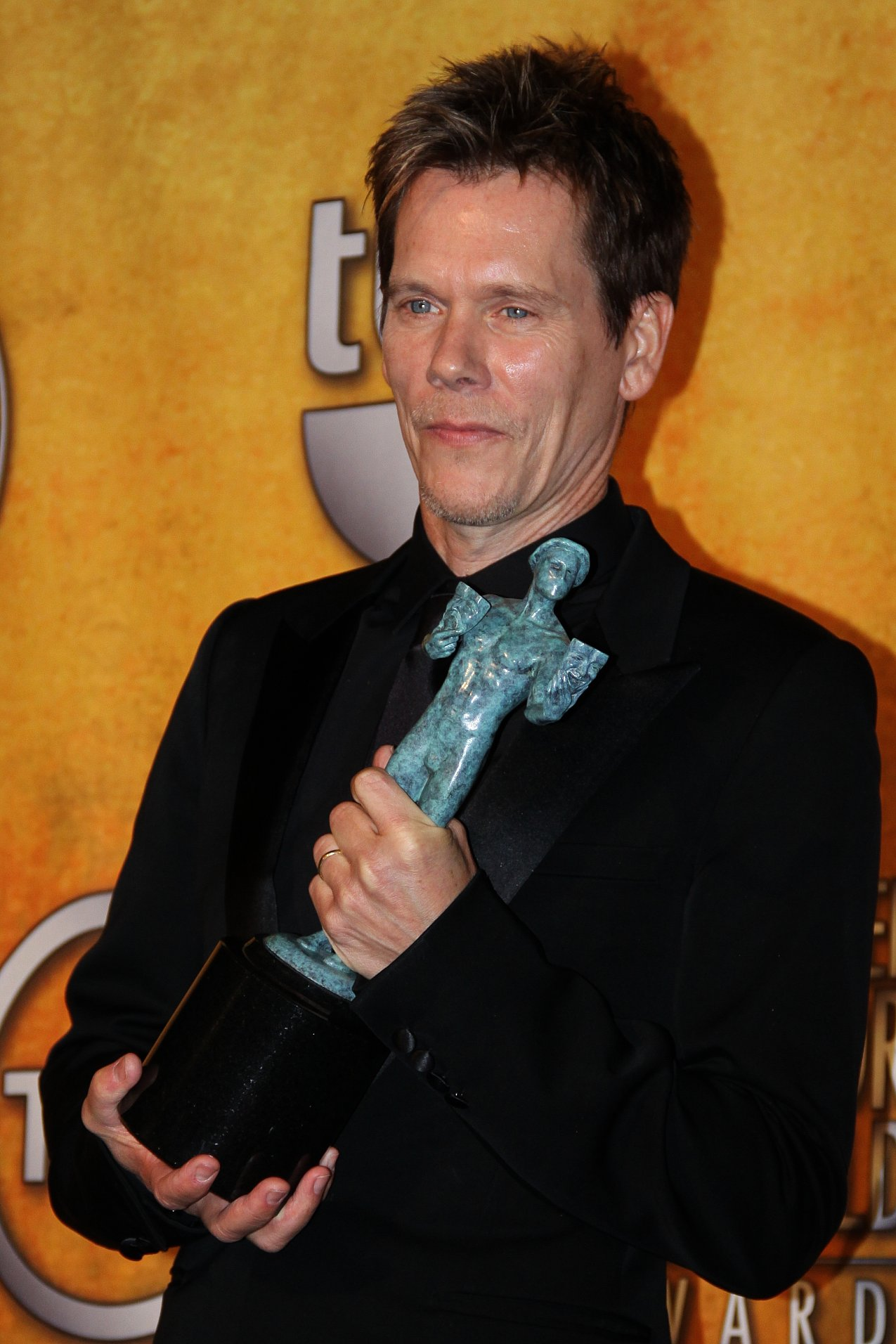
Kevin Bacon récompensé aux SAG Awards 2010.

Dans son adolescence, Bacon recherche la gloire et la fortune, et le métier d'acteur se présente à lui par un certain concours de circonstances : « j'ai pris des cours de comédie, et j'en suis tombé amoureux,. » Alors qu'il jouait déjà de la musique avec son frère Michael Bacon lorsqu'ils étaient enfants, c'est vers le cinéma qu'il se dirige à la fin de son adolescence, Michael se tournant vers la musique.
Kevin Bacon cite Dustin Hoffman, Al Pacino et Meryl Streep, « tous ces mecs sérieux, », comme ses modèles. Sa fulgurante ascension sur le devant de la scène après Footloose est rétrospectivement pour Bacon un évènement qui a freiné sa carrière d'acteur de genre (un acteur qui interprète principalement un type particulier de personnage plutôt que des premiers rôles), que Diner avait révélée. Il doit se battre pour sortir du stéréotype du jeune rebelle américain à belle gueule qui lui collait à la peau, et entre les rôles générationnels, alimentaires et romantiques, il pense même à changer de voie.

« Je voulais être Kevin Kline – jouer du Shakespeare et faire un gros film et que tout le monde pense que tu es génial. Je faisais autant de Off-Broadway que je pouvais. J'ai toujours refusé de partir pour L.A., parce que L.A. signifiait que je cherchais à devenir une pop star. Et tout d'un coup, j'étais devenu cette grande pop star. Je ne méritais pas ce qui m'arrivait. Ou peut-être que je n'étais pas prêt pour ça. Alors inconsciemment, je pense, j'ai commencé à saper [ma carrière]. »

— Kevin Bacon, The New York Times, 1994
Son rôle dans JFK en 1991 change les choses et il peut alors relancer une carrière riche et émérite, apparaissant dans plus de cinquante films au cinéma en une trentaine d'années.
Il dit choisir ses rôles sans tenir compte ni de l'importance du rôle, ni du budget du film, ni de son salaire et s'oriente souvent vers des personnages profonds, dont l'interprétation implique un réel engagement psychologique, tel que la colère, la violence, et toutes sortes de déviances. Il affirme qu'il lui importe peu de jouer un méchant ou un héros, tant que le personnage est un minimum compliqué, mais ajoute qu'il se sent destiné à incarner le côté obscur de la nature humaine.
Cependant, il tient à interpréter une grande variété de rôles, certains plus légers que d'autres : « dès que je sens un même schéma se dessiner dans ce que je fais, j'ai besoin de le briser, », et il explique son désir de surprendre le public avec quelque chose de différent de ce qu'il attendait. Il apparaît ainsi dans des genres très différents, du drame psychologique à la comédie romantique, du film d'auteur intimiste au blockbuster de super-héros.
Il reste ainsi généralement spécialisé dans les seconds rôles, domaine principal des acteurs de genre. Juste avant qu'Oliver Stone ne lui offre le rôle dans JFK, alors qu'il est en plein doute et qu'il a du mal à se sortir de la période post-Footloose, son nouvel agent lui rappelle son travail sur ses personnages qu'il interprétait au théâtre à New York dans les années 1970-80. Il accepte donc de revenir aux seconds rôles, prouvant aux studios qu'ils ont tort quand ils disent « qu'une fois que tu as joué des rôles principaux, tu ne peux plus faire que ça,. »
Mais lorsqu'il obtient des premiers rôles, ce sont des personnages torturés, comme le scientifique égocentrique et vicieux de Hollow Man, l'ouvrier touché par des phénomènes mystiques de Hypnose, le pédophile en rédemption de The Woodsman, le père de famille vengeur pour rendre justice à son fils de Death Sentence, et dans Taking Chance, le lieutenant colonel Strobl qu'il interprète n'est pas non plus un personnage lisse, puisqu'il évoque toute l'émotion, l'incompréhension et la colère contenue par cet officier qui accompagne le corps d'un soldat dans sa ville natale. Il explique que pour lui, tous les êtres humains ont au cœur de leurs âmes de la tristesse, de la colère, une sexualité extrême et de la violence, et que leur interprétation au cinéma exagère simplement un peu leur nature obscure.
De la même manière que le monde du cinéma le reconnaissait comme un premier rôle de jeune rebelle après Footloose, les producteurs des années 2000 et 2010 le représentent souvent comme un interprète du « méchant ». Il dit à ce propos vouloir essayer des rôles plus courants, et ajoute que contrairement aux apparences, il tend toujours à « botter des culs et choper des filles » au cinéma. Ses derniers rôles en 2011 dans X-Men : Le Commencement ou Super tendent cependant à confirmer cette représentation.

## Activités publiques et engagement

### Dans la culture populaire

#### The Six Degrees of Kevin Bacon

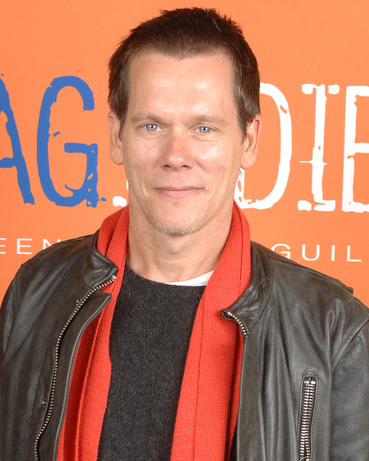
Kevin Bacon utilise sa célébrité pour des œuvres caritatives.

Kevin Bacon a vu son nom réutilisé pour un jeu de quiz, intitulé The Six Degrees of Kevin Bacon et fondé sur le concept du phénomène du petit monde appliqué au domaine du cinéma et l'hypothèse selon laquelle chaque acteur peut être relié à lui via ses rôles dans moins de six films (huit en réalité).
Le jeu consiste à calculer la « distance » d'un acteur (ou d'une actrice) avec Kevin Bacon, soit le nombre de films qui le séparent de cet acteur, et de trouver The Bacon Number (le « chiffre Bacon ») de cet acteur, allant de 1, pour un acteur ayant joué dans le même film que Bacon, à 8, d'après le site du jeu, le nombre de films le plus grand entre Bacon et n'importe quel acteur de cinéma (0 étant le chiffre unique de Kevin Bacon). Le corollaire de ce principe est de trouver le chemin le plus court entre l'acteur et Kevin Bacon, en utilisant la filmographie fournie de ce dernier. La résolution de ces problèmes requiert une certaine connaissance du monde du cinéma, et en particulier du nom des acteurs figurant dans des films afin de les relier entre eux.
Le nom du jeu vient de la pièce de théâtre homonyme ayant illustré le principe des six degrés de séparation (Six degrees of separation), et le principe du Bacon Number est une application du nombre d'Erdős au secteur du cinéma, dont le calcul est basé sur l'algorithme appelé « problème de cheminement » (Shortest path problem). Il peut être adapté à d'autres acteurs, ayant également des filmographies fournies, comme Sean Connery ou Arnold Schwarzenegger.
À l'origine du jeu se trouvent trois étudiants de l'Albright College en Pennsylvanie, Craig Fass, Brian Turtle et Mike Ginelli, ayant décidé de créer en 1994 un jeu sur Kevin Bacon, dont le bagage filmographique était déjà important à l'époque, puisqu'il avait tourné dans plus de cinquante films, et par conséquent avec un grand nombre d'acteurs et d'actrices plus ou moins célèbres. Ils ont écrit en 1997 un livre homonyme, présentant la genèse du jeu et en expliquant les règles, et ont créé un site internet, The Oracle of Bacon, reprenant les règles et utilisant la base de données de l'Internet Movie Database pour créer un générateur de réponses, et publier des statistiques. Une vidéo publiée en 2007 sur YouTube et réalisée par des étudiants d'une université de l’État de New York en explique les règles en images.

« OK, je l'admets, lorsque j'ai entendu parler de ce jeu pour la première fois, j'étais loin d'être ravi. Peut-être parce qu'on m'avait dit que c'était un jeu à boire qui se répandait dans les campus d'universités, et j'ai pensé : « Oh génial, je vais être accusé de contribuer à l'alcoolisme des jeunes. » [...] Ou peut-être que c'était parce que j'avais travaillé tellement dur pour légitimer ma carrière, pour être respecté en tant qu'acteur, que je percevais cela comme une blague à mon encontre. Tout a changé quand j'ai rencontré Craig, Brian et Mike, ou « Les gars de Kevin Bacon » comme les appelait Jon Stewart. J'ai réalisé qu'en fait, ces mecs aimaient mes films et qu'ils me respectaient, et ils étaient très bons au jeu. [...] 

Même en étant aussi chanceux que je l'ai été au cours de ma carrière, il y aura toujours un groupe de personnes qui auront les bons rôles avant moi, de meilleures critiques, ou qui gagneront plus d'argent. Mais, hé, je suis le seul à avoir un jeu ! »

— Kevin Bacon, Introduction du livre The Six Degrees of Kevin Bacon

#### Œuvres dérivées
Le succès du jeu aux États-Unis a largement contribué à le faire connaître, et il surfe alors sur cette vague pour promouvoir à la fois son groupe de musique The Bacon Brothers et un certain nombre d'actions caritatives, y compris l'organisation qu'il crée en 2007 sur l'idée du jeu éponyme, SixDegrees.org.
Parallèlement, Kevin Bacon n'hésite pas à jouer de l'autodérision et à se mettre en scène pour le bénéfice de publicités (VISA, Logitech, Hanes, etc.), pour des associations caritatives ou simplement par humour, avec quelques vidéos postées sur le site créé par l'acteur et humoriste Will Ferrell, Funny or Die. Ses courtes apparitions humoristiques en vidéo ou en tant que caméo dans films et séries télévisées sont souvent basées sur un jeu de mots à propos de son nom de famille. C'est le cas de la vidéo Bacon'd! (qui peut se traduire par « grillé ! ») sur Funny or Die où il interprète son propre rôle dans la rue en faisant des blagues à des passants. De plus, les quelques occurrences des scènes clin d’œil avec des œufs (« eggs »), rappelant les légendaires œufs au bacon des petits déjeuners anglo-saxons, par exemple dans la sitcom Will et Grace dont l'épisode est intitulé Bacon and Eggs, ou plus récemment dans Super où il mange des œufs brouillés avec le héros du film, joué par Rainn Wilson.
En 2005, le photographe britannique Andy Gotts a également utilisé le principe du jeu des Six Degrés pour son projet intitulé Degrees. Partant du concept des six degrés de séparation, il contacte un acteur qu'il va photographier, et celui-ci lui recommande un ami qui va à son tour être pris en photo et qui devra recommander un autre acteur, et ainsi de suite. Gotts a publié un livre broché de portraits en noir et blanc de plus de 100 acteurs et actrices de cinéma, essentiellement britanniques et américains, parmi lesquels John Hurt, Keira Knightley, Kevin Spacey, Judi Dench, Jeremy Irons, Sharon Stone, etc. La préface est écrite par Pierce Brosnan et par Sir Alan Bates, qui, deux semaines avant sa mort, écrit son dernier texte à propos du projet, et le livre est conclu par Kevin Bacon, qui se prête au jeu des Six Degrees en se reliant à Bates par cinq acteurs présents dans le livre.

### Œuvres caritatives

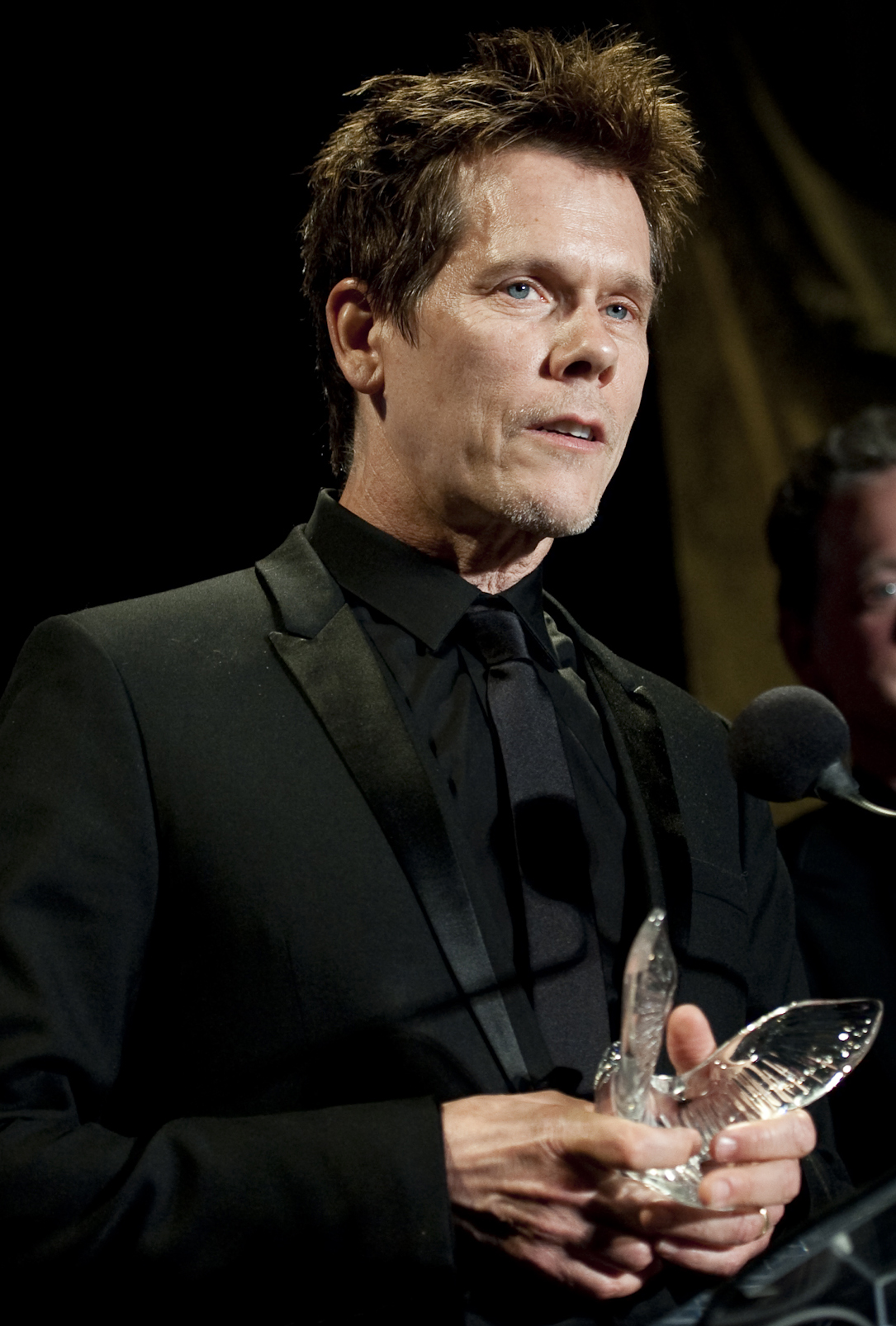
Le Merit Award, décerné aux frères Bacon par l'United Service Organizations.

En 2007, Bacon crée SixDegrees.org, dont le principe est basé sur le concept des six degrés utilisé par le jeu ci-dessus, et dont le but est de relier entre eux le plus grand nombre de personnes à des fins charitables. Le site propose un système où une personne achète et envoie à un ami une Good Card (une « bonne carte »), l'encourageant à faire la même chose à son tour, en choisissant le bénéficiaire de son don parmi des milliers d’œuvres caritatives,. Le site de Bacon est soutenu par certaines marques, et fait partie du Network for Good, regroupant plusieurs initiatives du même type et centralisant les offres pour les volontaires à la recherche d'actions caritatives aux États-Unis.
De plus, Bacon est depuis longtemps engagé dans d'autres œuvres caritatives, pour lesquelles il utilise son image : ONE (lutte contre la pauvreté) ; Earth Hour créé par WWF et The Darker Side of Green Climate Change Debate organisé par Lexus (lutte contre le réchauffement climatique) ; Rape, Abuse & Incest National Network (lutte contre les agressions sexuelles) ; Marriage Equality (lutte pour la reconnaissance du mariage homosexuel) ; It Gets Better et Gay, Lesbian and Straight Education Network (lutte contre l'homophobie), etc. À un niveau moindre, il fait partie de The 1 Second Film, un projet collaboratif de promotion du cinéma basé autour d'un film dont le scénario dure une seconde, et qui est suivi de la liste complète des producteurs, des célébrités ou des anonymes ayant plus ou moins financé le film.
En 2010, il reçoit le Joel Siegel Award des mains de Meryl Streep au cours de la 15e cérémonie des Critics' Choice Movie Awards, décerné en l'honneur du critique de cinéma et animateur de télévision américain Joel Siegel, pour récompenser les personnes qui utilisent leur célébrité pour aider les autres. La même année, l'United Service Organizations, association de soutien aux membres des forces armées des États-Unis, lui remet l'USO-Metro Merit Award pour avoir avec son frère Michael fait du bénévolat et rendu visite aux militaires blessés en service.

### Engagement politique

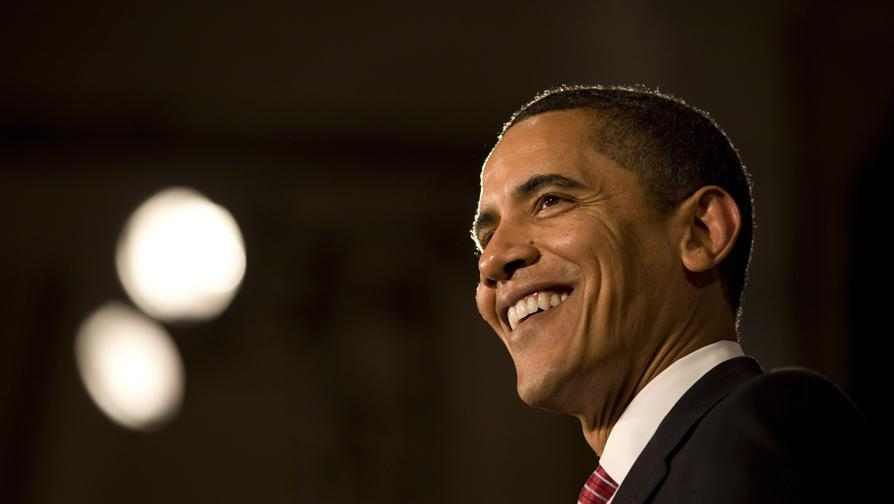
Bacon et son épouse ont soutenu Obama en 2008.

Bacon se revendique démocrate. Pendant le mandat de George W. Bush, il a participé avec d'autres personnalités, telles que Scarlett Johansson ou Matt Damon, à des spots publicitaires dénonçant les fautes de l'administration Bush dans une campagne financée par le mouvement progressiste de gauche MoveOn, et par les journaux Los Angeles Times et le Time,. Il a soutenu John Kerry aux élections américaines de 2004.
Kevin Bacon et sa femme ont soutenu médiatiquement et financièrement Barack Obama pendant sa campagne pour la présidence des États-Unis, bien qu'ils aient initialement soutenu John Edwards à l'investiture démocrate. Après la victoire du candidat démocrate à l'élection présidentielle de 2008, ils apparaissent tous deux dans le clip de la chanson de will.i.am, It's a New Day, écrite pour l'occasion.
Avant les élections, ils ont participé à une campagne de sensibilisation à destination des jeunes américains pour lutter contre l'abstention. Intitulée Don't Vote (« Ne vote pas », utilisé en antiphrase), elle consiste en la succession d'un grand nombre de stars du cinéma, de la télévision et de la musique américaine (Leonardo DiCaprio, Dustin Hoffmann, Natalie Portman, Jennifer Aniston, Steven Spielberg, etc.), encourageant les jeunes à s'inscrire sur les listes électorales, à aller voter et à diffuser l'information autour d'eux.

### Popularité

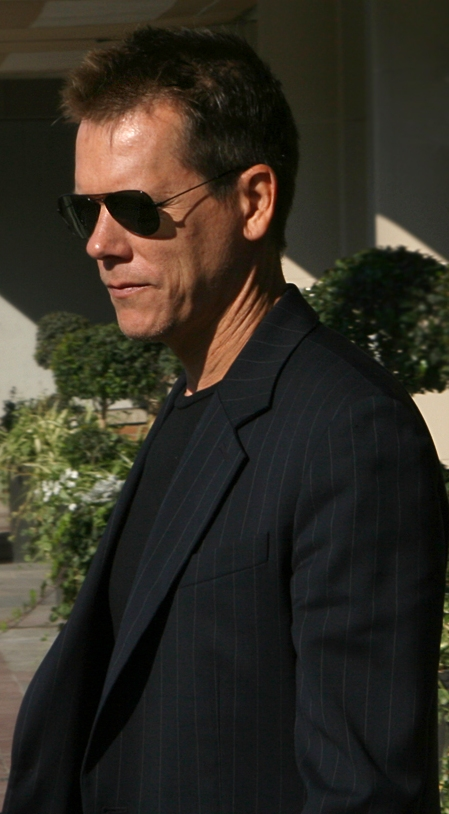
Kevin Bacon au Festival de Toronto en 2007.

Kevin Bacon ne fait pas partie de la A-list éditée par les studios, regroupant les acteurs les plus bankables de l'univers cinématographique hollywoodien. Les recettes des films dans lesquels il a tourné n'atteignent en effet pas des sommets, et, exception faite du film de la saga X-Men, les budgets ne dépassent pas les 100 millions de dollars. Certains de ses films n'ont pas été distribués hors des États-Unis, et notamment en France, comme Loverboy (2005), The Air I Breathe (2007), Rails & Ties (2007), etc.

« Je suis la preuve vivante que l'industrie en général, et Hollywood en particulier, a tort en disant qu'après trois bides ou trois navets, on n'est plus bon que pour les séries télé. »

— Kevin Bacon, Première (2000).
Cependant, la critique est généralement positive vis-à-vis de ses interprétations, le considérant comme un acteur caméléon : « vous ne savez jamais où vous êtes avec lui, ». Alors qu'il est comparé à Al Pacino après la sortie de Diner en 1982, Footloose brise cet élan, et bien qu'il devienne l'idole d'une génération d'adolescent(e)s, la presse spécialisée oublie son nom pendant plusieurs années.
Depuis, il alterne les films indépendants (Mon chien Skip, 2000 ; La Vérité nue, 2005) et les grosses productions (Apollo 13, 1995 ; X-Men : Le Commencement, 2011), et ses choix éclectiques et audacieux le cantonnent généralement à des seconds rôles (Des hommes d'honneur, 1992 ; Mystic River, 2003) ou des rôles principaux dangereux (Sleepers, 1996 ; Death Sentence, 2007). Il n'hésite pas à endosser le rôle de personnages extrêmes, considérés comme nuisibles, tels que des psychopathes (La Rivière sauvage, 1994) ou des pédophiles (The Woodsman, 2004). Le producteur de The Woodsman, Lee Daniels explique : « l'audace de Kevin va au-delà des mots. Je lui ai dit : « tu es sûr que tu veux faire ça ? » Je l'appréciais trop, je ne voulais pas qu'il foire sa putain de carrière », et Bacon de répondre : « j'ai terni mon image il y a longtemps. C'est mon truc de macho à moi. Je ne saute pas des avions et je ne fais pas de safaris. Mais il n'y a rien que je ne puisse jouer ».
Son apparence correspond aussi aux rôles sombres qu'il endosse régulièrement : un visage anguleux, des yeux froids et un regard bleu acier, une voix nasale, des lèvres pincées qui lui donnent un air sarcastique permanent et un physique émacié de prisonnier,.
Il fait également quelques rapides apparitions dans certains films ou séries télévisées, comme dans le thriller de Jane Campion, In the Cut, où il n'est même pas crédité, et pour lequel il avait auditionné pour le rôle principal, finalement attribué à Mark Ruffalo, ou plus récemment dans la série de HBO, Bored to Death, sous forme d'un caméo, interprétant une version arrogante de lui-même face à Zach Galifianakis.
Malgré une filmographie impressionnante et un certain nombre de rôles salués par la critique, Kevin Bacon n'a jamais reçu de nomination aux Oscars et certains médias, dont le quotidien britannique The Guardian, le citent comme étant l'un des meilleurs acteurs à n'avoir jamais été nommé pour la prestigieuse statuette, avec Marilyn Monroe, Donald Sutherland, Jim Carrey ou Isabelle Huppert. Lorsqu'un journaliste lui demande quelle pourrait être son épitaphe, il répond : « [je n'ai] pas d'Oscar mais au moins j'ai un jeu à mon nom, ! » et ajoute à propos de l'Académie que c'est un club dont il ne fait pas partie.
L'histoire de la création du jeu des Six Degrees of Kevin Bacon, résultant d'une blague entre étudiants, donne une idée de sa place aux yeux du public. Le jeu, et donc son nom est devenu, aux États-Unis et dans les pays anglo-saxons, une expression usuelle lorsqu'il s'agit de relier deux personnes entre elles, et pour parler d'un individu occupant une place centrale dans son domaine. Le quotidien canadien The National Post a récemment défini Catherine Deneuve dans un article consacré à la comédie Potiche ainsi : « elle est le Kevin Bacon de la France, ! »
En France, il est beaucoup moins reconnu. Il ne fait qu'une seule fois la couverture d'un magazine de cinéma (Première en 2000 pour la sortie de Hollow Man), et peu ou pas d'articles et d'interviews lui sont consacrés dans la presse écrite ou télévisuelle. De plus, le jeu des six degrés est inconnu pour la plupart des Français : il n'est qu'un acteur de second rôle. Cependant, la presse remarque régulièrement ses interprétations, comme Télérama, qui le qualifie d'un des meilleurs acteurs américains de sa génération, ou Le Monde qui écrit qu'il est « l'un des acteurs hollywoodiens les plus audacieux [...], cultivant l’ambiguïté avec talent. »
D'un point de vue musical, le groupe The Bacon Brothers a reçu des critiques généralement positives. Comparé à d'autres acteurs ayant franchi le pas vers la musique, Kevin Bacon jouit d'une certaine reconnaissance de la part des médias, qui considèrent plutôt négativement les discographies d'acteurs comme Russell Crowe, Keanu Reeves ou Bruce Willis,.

## Vie privée

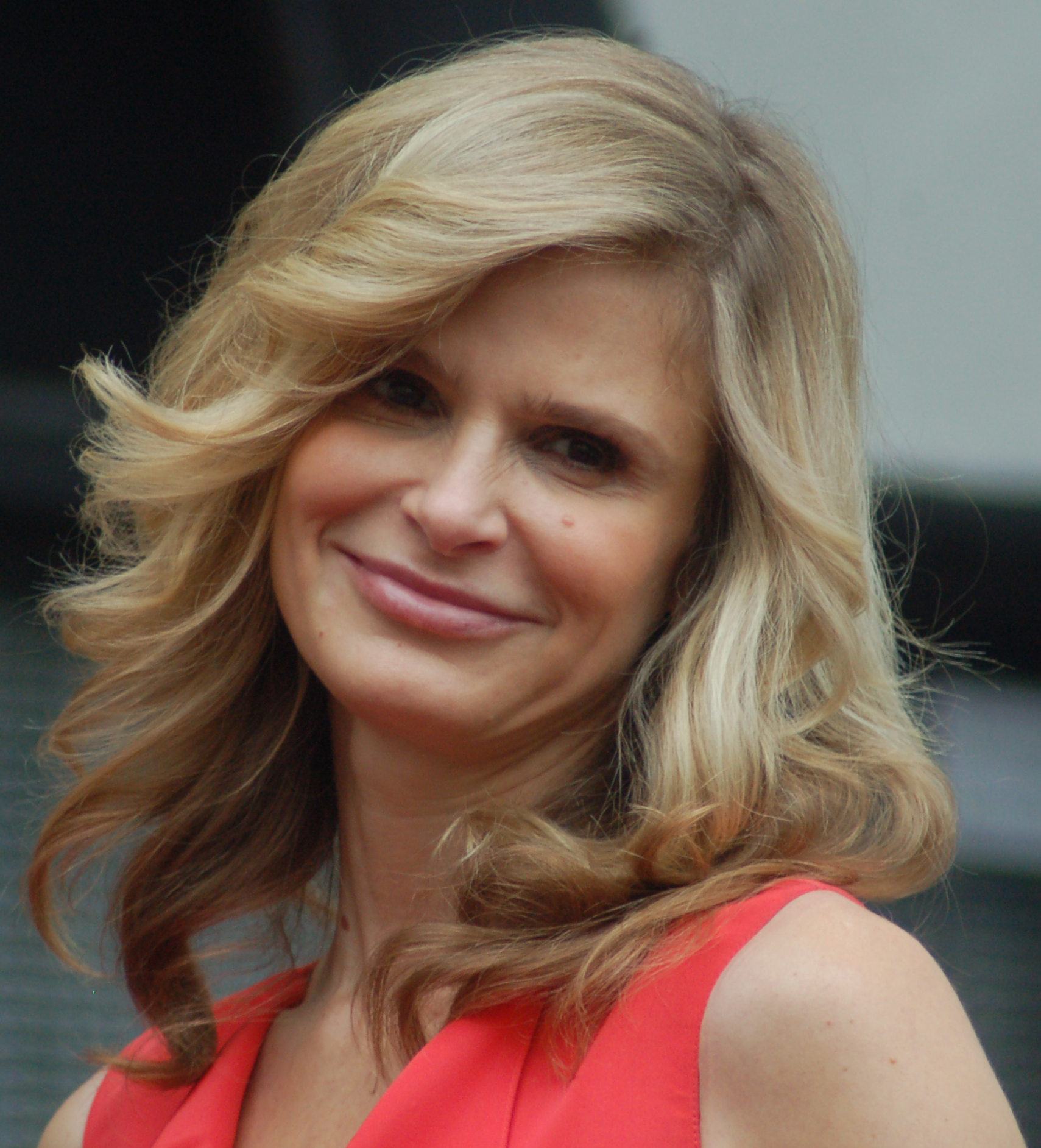
Kyra Sedgwick, l'épouse de Kevin Bacon.

Après avoir mis fin à une longue relation avec l'actrice Tracy Pollan, Kevin Bacon rencontre Kyra Sedgwick sur le téléfilm de PBS Lemon Sky en 1988. Ils se marient le 4 septembre de la même année et vivent depuis à New York, dans l'Upper West Side, avec leurs deux enfants, Travis (né le 23 juin 1989) et Sosie Bacon (née le 15 mars 1992). Bacon et Sedgwick sont également apparus ensemble à l'écran dans les films Pyrates (1991), Meurtre à Alcatraz (1995), La Vie d'une femme (2004), The Woodsman (2005), et dans Loverboy, film qu'il a réalisé en 2005 et dans lequel il interprète un petit rôle.
Il réalise quatre épisodes de The Closer : L.A. enquêtes prioritaires (The Closer), dont sa femme est l'actrice principale, et a également dirigé sa fille Sosie dans quatre épisodes de la cinquième saison Refus d'extradition (Waivers of Extradition, 5x12). Elle y joue la nièce de Brenda Leigh Johnson, le personnage central de la série interprété par sa mère. Il dirige aussi ses deux enfants dans son film Loverboy. Kevin Bacon est l'oncle par alliance des chanteurs canadiens Justin Nozuka et George Nozuka (leur mère, Holly Sedgwick, est la sœur de sa femme),.
De plus, son père, Edmund Bacon, était cousin au septième degré avec l'ancien président Richard Nixon, et Sedgwick a récemment révélé un lien de parenté éloigné entre elle et son mari. En effet, à la suite d'une enquête réalisée par l'universitaire Henry Louis Gates sur les grandes familles américaines diffusée sur PBS sous le titre Faces of America, l'actrice a découvert une parenté éloignée avec Marilyn Monroe ainsi qu'avec les présidents Jimmy Carter et Richard Nixon, et par conséquent avec Kevin Bacon, qui serait son cousin au dixième degré.
Bacon et Sedgwick sont connus aux États-Unis pour faire partie des couples de célébrités à être toujours ensemble après plus de trente ans de mariage, compte tenu du nombre de stars de cinéma à divorcer et pour leur vie simple à New York (ayant toujours refusé de vivre à Los Angeles), loin des clichés hollywoodiens : plus prompts à prendre le métro C qu'à se déplacer dans des tout-terrains avec chauffeur, ils font leurs courses à pied et vont dîner dans un des nombreux restaurants de Greenwich Village.
Kevin Bacon et sa femme font partie des victimes de l'escroc Bernard Madoff. Ils font partie d'un certain nombre de personnalités hollywoodiennes ayant perdu de gros montants par cette fraude, dont le réalisateur Steven Spielberg ou l'acteur John Malkovich.
Sur les questions religieuses, Kevin Bacon s'est exprimé en faveur de la séparation de l'Église et de l'État aux États-Unis. Il a interprété avec son groupe la chanson Children, plaidoyer pour protéger les enfants de la violence et de la haine parfois véhiculées par la religion. Il se dit athée, mais précise ne pas être anti-religieux pour autant.

## Théâtre
Note : sauf mention contraire, les informations ci-dessous sont issues de la biographie de Kevin Bacon sur Film Reference.
- 1978 : Getting Out (Marymount Manhattan Theatre, puis Theatre de Lys – New York, NY)
- 1979 : Glad Tidyings (Actors Theatre of Louisville – Louisville, KY)
- 1980 : Mary Barnes (Long Wharf Theatre – New Haven, CT)
- 1980 : Album (Cherry Lane Theatre – New York, NY)
- 1981 : Forty-Deuce (Perry Street Theatre – New York, NY)
- 1982 : Poor Little Lambs (Theatre at St. Peter's Church – New York, NY)
- 1982 : Flux (McGinn-Cazale Theatre – New York, NY)
- 1983 : Slab Boys (Playhouse Theatre – New York, NY – Broadway)
- 1985 : Men without Dates (New York, NY)
- 1986 : Loot (Manhattan Theatre Club, puis Music Box Theatre – New York, NY)
- 1987 : The Author's Voice (Ensemble Studio Theatre – New York, NY)
- 1988 : Road (La MaMa Experimental Theatre Club – New York, NY)
- 1992 : Spike Heels (McGinn-Cazale Theatre – New York, NY)
- 1993 : The Normal Heart (Roundabout Theatre – New York, NY)
- 2002 : An Almost Holy Picture (solo) (American Airlines Theatre – New York, NY – Broadway)
- 2003 : Lysistrata (lecture) (Brooklyn Academy of Music – New York, NY)
- 2012 : 8 (Ebell of Los Angeles – Los Angeles, CA)[109]

## Filmographie
Sauf indication contraire, les informations mentionnées dans cette section peuvent être confirmées par la base de données cinématographiques IMDb,  présente dans la section « Liens externes ».

### Acteur

#### Cinéma
| Année | Titre                                        | Titre original                       | Réalisateur                 | Rôle                                | Observations |
| ----- | -------------------------------------------- | ------------------------------------ | --------------------------- | ----------------------------------- | --- |
| 1978  | American College                             | National Lampoon's Animal House      | John Landis                 | Chip Diller                         | |
| 1979  | Merci d'avoir été ma femme                   | Starting Over                        | Alan J. Pakula              | Le mari                             | |
| 1980  | Vendredi 13                                  | Friday the 13th                      | Sean S. Cunningham          | Jack                                | |
| 1980  | Captain Avenger                              | Hero At Large                        | Martin Davidson             | L'adolescent                        | Figuration |
| 1981  | Du rire aux larmes                           | Only When I Laugh                    | Glenn Jordan                | Don                                 | |
| 1982  | Diner                                        |                                      | Barry Levinson              | Timothy Fenwick Jr.                 | |
| 1982  | New York, 42e rue                            | Forty Deuce                          | Paul Morrissey              | Ricky                               | |
| 1983  | Destins de femmes                            | Enormous Changes at the Last Minute  | Mirra Bank et Ellen Hovde   | Dennis                              | |
| 1984  | Footloose                                    |                                      | Herbert Ross                | Ren McCormack                       | |
| 1986  | À toute vitesse                              | Quicksilver                          | Thomas Michael Donnelly     | Jack Casey                          | |
| 1987  | White Water Summer                           |                                      | Jeff Bleckner               | Vic                                 | |
| 1987  | End of the Line                              |                                      | Jay Russell                 | Everett                             | |
| 1987  | Un ticket pour deux                          | Planes, Trains & Automobiles         | John Hughes                 | L'homme qui court vers le taxi      | Figuration |
| 1988  | La Vie en plus                               | She's Having a Baby                  | John Hughes                 | Jefferson 'Jake' Edward Biggs       | |
| 1988  | La Loi criminelle                            | Criminal Law                         | Martin Campbell             | Martin Thiel                        | |
| 1989  | The Big Picture                              |                                      | Christopher Guest           | Nick Chapman                        | |
| 1990  | Tremors                                      |                                      | Ron Underwood               | Valentine McKee                     | |
| 1990  | L'Expérience interdite                       | Flatliners                           | Joel Schumacher             | David Labraccio                     | |
| 1991  | Pyrates                                      |                                      | Noah Stern                  | Ari                                 | |
| 1991  | Bienvenue au club                            | Queens Logic                         | Steve Rash                  | Dennis                              | |
| 1991  | Elle et Lui                                  | He Said, She Said                    | Ken Kwapis et Marisa Silver | Dan Hanson                          | |
| 1991  | JFK                                          |                                      | Oliver Stone                | Willie O'Keefe                      | |
| 1991  | A Little Vicious                             |                                      | Immy Humes                  | Le narrateur                        | Court métrage documentaire sur les chiens dangereux |
| 1992  | Des hommes d'honneur                         | A Few Good Men                       | Rob Reiner                  | Le Capitaine Jack Ross              | |
| 1994  | New York Skyride                             |                                      | Walter Schlomann            | Le narrateur                        | Court métrage sur New York |
| 1994  | Un joueur à la hauteur                       | The Air Up There                     | Paul Michael Glaser         | Jimmy Dolan                         | |
| 1994  | La Rivière sauvage                           | The River Wild                       | Curtis Hanson               | Wade                                | Nommé au Golden Globe du meilleur acteur dans un second rôle |
| 1995  | Meurtre à Alcatraz                           | Murder in the First                  | Marc Rocco                  | Henri Young                         | Critics' Choice Movie Award du meilleur acteur Nommé au Screen Actors Guild Award du meilleur acteur dans un second rôle |
| 1995  | Apollo 13                                    |                                      | Ron Howard                  | Jack Swigert                        | Screen Actors Guild Award de la meilleure distribution |
| 1995  | Balto                                        | Balto                                | Simon Wells                 | Balto (voix)                        | |
| 1996  | Sleepers                                     |                                      | Barry Levinson              | Sean Nokes                          | |
| 1997  | Trait pour trait                             | Picture Perfect                      | Glenn Gordon Caron          | Sam Mayfair                         | |
| 1997  | Destination Anywhere                         |                                      | Mark Pellington             | Mike                                | Court métrage sur New York |
| 1997  | Telling Lies in America                      |                                      | Guy Ferland                 | Billy Magic                         | |
| 1998  | Digging to China                             |                                      | Timothy Hutton              | Ricky Schroth                       | Griffon de bronze au Festival du film de Giffoni |
| 1998  | Sexcrimes                                    | Wild Things                          | John McNaughton             | Le sergent Ray Duquette             | |
| 1999  | Hypnose                                      | Stir of Echoes                       | David Koepp                 | Tom Witzky                          | |
| 2000  | Mon chien Skip                               | My Dog Skip                          | Jay Russell                 | Jack Morris                         | |
| 2000  | Hollow Man : L'Homme sans ombre              | Hollow Man                           | Paul Verhoeven              | Sebastian Caine                     | Blockbuster Entertainment Award de l'acteur préféré de science-fiction Nommé au MTV Movie Award du meilleur méchant |
| 2000  | We Married Margo                             |                                      | J. David Shapiro            | Lui-même (non crédité)              | Caméo |
| 2001  | Novocaïne                                    |                                      | David Atkins                | Lance Philips (non crédité)         | |
| 2002  | Mauvais Piège                                | Trapped                              | Luis Mandoki                | Joe Hickey                          | |
| 2003  | Where Are They Now ? : A Delta Alumni Update |                                      | John Landis                 | Chip Diller (voix)                  | Faux documentaire sur les anciens membres des fraternités dans American College |
| 2003  | Mystic River                                 |                                      | Clint Eastwood              | Sean Devine                         | Boston Society of Film Critics Award de la meilleure distribution Nommé au Screen Actors Guild Award de la meilleure distribution |
| 2003  | In the Cut                                   |                                      | Jane Campion                | John Graham (non crédité)           | |
| 2003  | Imagine New York                             |                                      | Peter Putka                 | Lui-même                            | Court métrage sur New York |
| 2004  | The Woodsman                                 |                                      | Nicole Kassell              | Walter                              | Également compositeur Mention spéciale pour « Impact de la musique dans un film » au Festival de Flandre-Gand Nommé au Chlotrudis Award du meilleur acteur Nommé à l'Independent Spirit Award du meilleur acteur Nommé au Satellite Award du meilleur acteur dans un film dramatique |
| 2004  | La Vie d'une femme                           | Cavedweller                          | Lisa Cholodenko             | Randall Pritchard                   | |
| 2004  | Forces de la Nature                          | Natural Disasters : Forces of Nature | George et Sean Casey        | Le narrateur                        | Documentaire sur les catastrophes naturelles |
| 2005  | Loverboy                                     |                                      | Kevin Bacon                 | Marty                               | |
| 2005  | Beauty Shop                                  |                                      | Bille Woodruff              | Jorge                               | Nommé au Teen Choice Award du mec louche préféré |
| 2005  | La Vérité nue                                | Where the Truth Lies                 | Atom Egoyan                 | Lanny                               | |
| 2007  | États de choc                                | The Air I Breathe                    | Jieho Lee                   | Love                                | |
| 2007  | Death Sentence                               |                                      | James Wan                   | Nick Hume                           | |
| 2007  | Rails and Ties                               |                                      | Alison Eastwood             | Tom Stark                           | |
| 2007  | Saving Angelo                                |                                      | Dominic Scott Kay           | Brent                               | Court métrage |
| 2008  | New York, I Love You                         |                                      | Scarlett Johansson          | Tom                                 | Segment These Vagabond Shoes coupé au montage pour la version cinéma, |
| 2008  | Frost/Nixon, l'heure de vérité               | Frost/Nixon                          | Ron Howard                  | Jack Brennan                        | Nommé au Screen Actors Guild Award de la meilleure distribution |
| 2009  | Ma mère, ses hommes et moi                   | My One and Only                      | Richard Loncraine           | Dan Devereaux                       | |
| 2009  | Beyond All Boundaries                        |                                      | David Briggs                | Robert Sherrod (voix)               | Court métrage en 4-D sur la Seconde Guerre mondiale |
| 2010  | Super                                        |                                      | James Gunn                  | Jacques                             | |
| 2011  | Bangkok Revenge                              | Elephant White                       | Prachya Pinkaew             | Jimmy The Brit                      | |
| 2011  | X-Men : Le Commencement                      | X-Men: First Class                   | Matthew Vaughn              | Sebastian Shaw                      | |
| 2011  | Crazy, Stupid, Love.                         |                                      | Glenn Ficarra et John Requa | David Lindhagen                     | |
| 2012  | Jayne Mansfield's Car                        |                                      | Billy Bob Thornton          | Carroll Caldwell                    | |
| 2013  | R.I.P.D. Brigade fantôme                     | R.I.P.D.                             | Robert Schwentke            | Bobby Hayes                         | |
| 2015  | Cop Car                                      |                                      | Jon Watts                   | shérif Kretzer                      | |
| 2015  | Strictly Criminal                            | Black Mass                           | Scott Cooper                | Charles McGuire                     | |
| 2016  | The Darkness                                 |                                      | Greg McLean                 | Peter Taylor                        | |
| 2017  | Traque à Boston                              | Patriots Day                         | Peter Berg                  | l'agent spécial Richard DesLauriers | |
| 2020  | You Should Have Left                         | You Should Have Left                 | David Koepp                 | Theo Conroy                         | |
| 2022  | They/Them                                    | They/Them                            | John Logan                  | Owen Whistler                       | également producteur délégué |
| 2022  | One Way                                      | One Way                              | Andrew Baird                | Fred Snr.                           | |
| 2023  | The Toxic Avenger                            | The Toxic Avenger                    | Macon Blair                 | Bob Garbinger                       | |
| 2023  | Le Monde après nous                          | Leave the World Behind               | Sam Esmail                  | Danny                               | |
| 2024  | Le Flic de Beverly Hills : Axel F.           | Beverly Hills Cop: Axel F            | Mark Malloy                 | capitaine Cade Grant                | |
| 2024  | MaXXXine                                     |                                      | Ti West                     | John Labat                          | |

#### Télévision
| Année     | Titre                                       | Titre original                              | Réalisateur/Créateur           | Rôle                                  | Observations |
| --------- | ------------------------------------------- | ------------------------------------------- | ------------------------------ | ------------------------------------- | --- |
| 1979      | The Gift                                    |                                             | Don Taylor                     | Teddy                                 | Téléfilm |
| 1979      | C'est déjà demain                           | Search for Tomorrow                         | Agnes Nixon et Roy Winsor      | Todd Adamson                          | Série télévisée |
| 1980      | Haine et Passion Les Vertiges de la passion | Guiding Light                               | Irna Phillips                  | T. J. 'Tim' Werner                    | Série télévisée (6 épisodes) |
| 1983      | Le Procès du démon                          | The Demon Murder Case                       | William Hale                   | Kenny Miller                          | Téléfilm |
| 1984      | Mister Roberts                              |                                             | Melvin Bernhardt               | Frank Pulver                          | Téléfilm |
| 1985      | The Little Sister                           |                                             | Jan Egleson                    | L'officier de probation (non crédité) | Téléfilm – Figuration |
| 1988      | Lemon Sky                                   |                                             | Jan Egleson                    | Alan                                  | Téléfilm |
| 1991      | Saturday Night Live                         |                                             | Lorne Michaels                 | Hôte (Guest)                          | Émission de télévision (émission du 9 février 1991 : Kevin Bacon/INXS) |
| 1994      | Frasier                                     |                                             | James Burrows                  | Vic (voix)                            | Série télévisée (saison 2, épisode 9 : Adventures in Paradise: Part 2) |
| 1996      | Dingue de toi                               | Mad About You                               | David Steinberg                | Lui-même                              | Caméo – Série télévisée (saison 5, épisode 7 : Outbreak) |
| 2000      | Dieu, le diable et Bob                      | God, the Devil and Bob                      | Matthew Carlson                | Lui-même (voix)                       | Caméo – Série télévisée d'animation (saison 1, épisode 13 : Bob Gets Involved) |
| 2002      | Will et Grace                               | Will and Grace                              | David Kohan et Max Mutchnick   | Lui-même                              | Caméo – Série télévisée (saison 5, épisode 2 : Bacon and Eggs) |
| 2006      | Will et Grace                               | Will and Grace                              | David Kohan et Max Mutchnick   | Lui-même (non crédité)                | Caméo – Série télévisée (saison 8, épisode 23 : The Finale) |
| 2006      | Queer Eye                                   |                                             | David Collins                  | Lui-même                              | En tant que membre des Bacon Brothers Série télévisée (saison 3, épisode 18 : Make Star's Brother a Star: Michael B) |
| 2008      | The Magic 7                                 |                                             | Roger Holzberg                 | Lui-même                              | Téléfilm d'animation |
| 2008      | The Colbert Report                          |                                             | Stephen Colbert et Jon Stewart | Lui-même (non crédité)                | Caméo – Émission de télévision (émission du 13 février 2008 : The Writers Return!) |
| 2009      | Taking Chance L'Honneur d'un marine         |                                             | Ross Katz                      | Le lieutenant colonel Michael Strobl  | Téléfilm Golden Globe du meilleur acteur dans une mini-série ou un téléfilm Screen Actors Guild Award du meilleur acteur dans une mini-série ou un téléfilm Nommé à l'Emmy Award du meilleur acteur dans une mini-série ou un téléfilm Nommé au Satellite Award du meilleur acteur dans une mini-série ou un téléfilm |
| 2010      | Bored to Death                              |                                             | Troy Miller                    | Lui-même                              | Série télévisée (saison 2, épisode 5 : Forty-Two Down!) |
| 2011      | Robot Chicken                               |                                             | Seth Green                     | Pringle / Ren McCormack (voix)        | Série télévisée d'animation en stop motion (saison 5, épisode 11 : Beastmaster and Commander) |
| 2012–2015 | Following                                   | The Following                               | Kevin Williamson               | Ryan Hardy                            | Série télévisée |
| 2017      | I Love Dick (en)                            |                                             | Jill Soloway                   | Dick                                  | Série télévisée |
| 2017      | Pharmacy Road                               |                                             | Jake Szymanski                 | Ditmer Klerken                        | Téléfilm |
| 2017      | Une famille en morceaux                     | Story of a Girl                             | Kyra Sedgwick                  | Michael                               | Téléfilm |
| 2019–2022 | City on a Hill                              | City on a Hill                              |                                | Jackie Rohr                           | Série télévisée |
| 2022      | Les Gardiens de la Galaxie : Joyeuses Fêtes | The Guardians of the Galaxy Holiday Special | James Gunn                     | lui-même                              | Téléfilm |
| 2025      | The Bondsman                                | The Bondsman                                | Grainger David                 | Hub Halloran                          | Série télévisée |

Kevin Bacon a également participé à de nombreuses émissions télévisées américaines, seul en tant qu'invité ou en tant que membre du groupe des Bacon Brothers, parmi lesquelles :
- Good Morning America (1983, 2005),
- The Tonight Show with Jay Leno (1994, 1998, 2003, 2005, 2007, 2009, 2011),
- The Jon Stewart Show (1995), Howard Stern (1996, 1997),
- The Rosie O'Donnell Show (1997, 1998, 2000, 2002),
- Late Night with Conan O'Brien (1997, 1998, 2000, 2003, 2007),
- The Charlie Rose Show (2003), Ellen: The Ellen DeGeneres Show (2003, 2007),
- Live with Regis and Kathie Lee (2005, 2007, 2008),
- The Oprah Winfrey Show (2005),
- The Late Late Show with Craig Ferguson (2005, 2008, 2009, 2011),
- Late Show with David Letterman (2007, 2011),
- The Colbert Report (2008), etc[198].

En France, il est apparu en 2005 lors de sa venue à Cannes sur le plateau de l'émission du Grand Journal pour la promotion de La Vérité nue, d'Atom Egoyan, sélectionné en compétition officielle.

### Réalisateur
- 1996 : Les Orages d'un été (Losing Chase) – Téléfilm
- 2005 : Loverboy
- 2006 - 2009 : The Closer : L.A. enquêtes prioritaires (The Closer) – Série télévisée
  - 2006 (2x15) : Sous le sceau du secret - Partie 2 (Serving the King: Part 2)
  - 2007 (3x09) : Un plat qui se mange froid (Blindsided)
  - 2008 (4x07) : Mort subite (Sudden Death)
  - 2009 (5x12) : Refus d'extradition (Waivers of Extradition)

### Producteur
- 1998 : Sexcrimes (Wild Things) - producteur délégué
- 2004 : The Woodsman – producteur délégué
- 2005 : Loverboy – producteur
- 2015 : Cop Car de Jon Watts – producteur délégué
- 2019 : City on a Hill (série TV)
- 2022 : They/Them de John Logan - producteur délégué
- 2025 : The Bondsman (mini série TV) - producteur délégué

## Musique

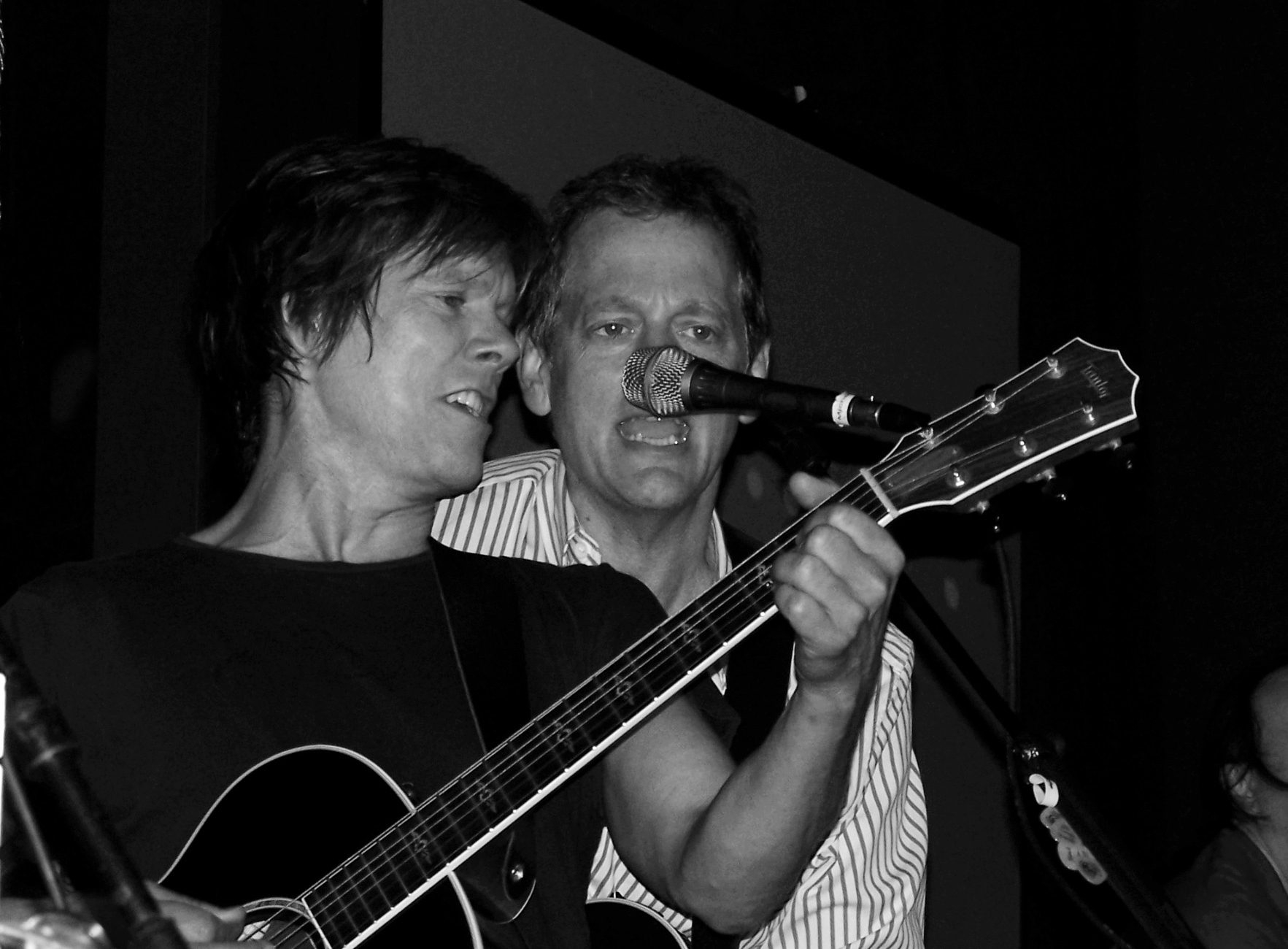
Kevin et Michael Bacon.

Avec son frère aîné Michael Bacon, il a formé en 1995 un groupe de rock, The Bacon Brothers, composé de six musiciens, qui compte actuellement 6 albums. Les frères Bacon sont les compositeurs et les interprètes de leurs chansons et jouent également de la guitare. Les quatre autres membres du groupe jouent respectivement du clavier, de la basse, de la batterie et de la guitare. Le groupe a sorti un DVD de sa tournée en 2003, intitulé The Bacon Brothers Live - No Food Jokes Tour et fait régulièrement des tournées aux États-Unis et pour la première fois en Europe en 2010. Michael Bacon a une carrière déjà entamée dans le domaine de la musique et du cinéma, puisqu'il est également compositeur de musique de film et de télévision, et a notamment écrit la musique des films réalisés par son frère, Les Orages d'un été (1996) et Loverboy (2005).
Kevin Bacon a participé à la musique dans plusieurs films, dont trois dans lesquels il a joué, en interprétant ou en composant des chansons de la bande originale. La composition de la chanson Chop Wood, Carry Water dans The Woodsman en 2004 lui vaut une mention spéciale au Festival international du film de Flandre-Gand dans la catégorie « Impact de la musique dans un film ».

### Discographie
- 1994 : Forosoco
- 1999 : Getting There
- 2001 : Can't Complain
- 2003 : The Bacon Brothers Live - No Food Jokes Tour
- 2005 : White Knuckles
- 2010 : New Years Day

### Musique de films
- 1991 : Pyrates – interprète de Love Will Keep Us Together, Baby Don't Get Hooked on Me et Tainted Love
- 1997 : Telling Lies in America – compositeur de Medium Rare
- 1999 : The Mod Squad – compositeur de Can't Find My Way Home
- 2003 : Red Betsy – compositeur de When you decide you've stayed too long
- 2004 : The Woodsman – compositeur de Chop Wood, Carry Water

## Distinctions

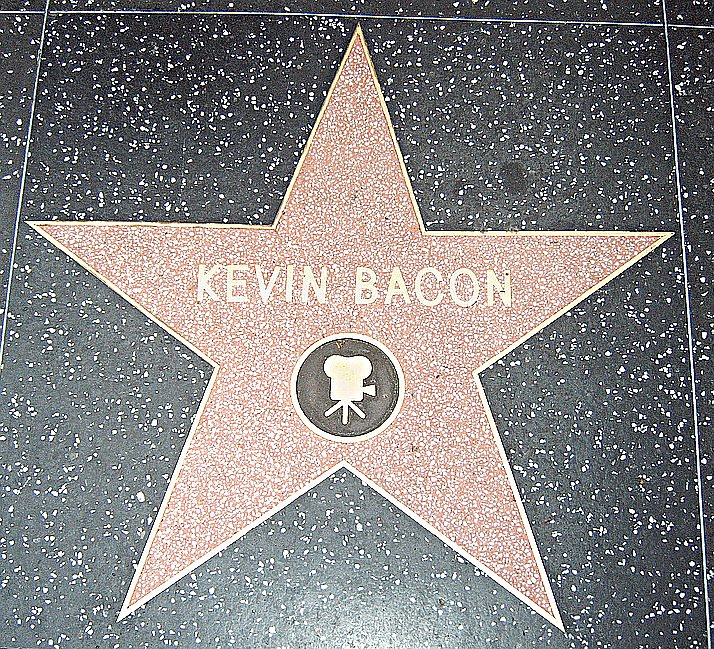
L'étoile de Kevin Bacon sur le Hollywood Walk of Fame.

Note : L'intégralité des récompenses reçues par Kevin Bacon est indiquée dans la section « Filmographie » en regard de chaque film.
Au début de sa carrière, en 1982, il reçoit un Obie Award (Off-Broadway Theater Awards) pour sa performance dans les pièces de théâtre Forty Deuce et Poor Little Lambs.
Le 30 septembre 2003, Kevin Bacon reçoit son étoile sur le légendaire Hollywood Walk of Fame, au 6356 Hollywood Boulevard dans le domaine du cinéma (Motion Picture).
Sa première nomination est celle du Golden Globe du meilleur acteur dans un second rôle pour son rôle dans La Rivière sauvage en 1995. Par la suite, souvent nommé ou récompensé pour des seconds rôles et pour la meilleure distribution dans ses films, Kevin Bacon trouve la reconnaissance de ses pairs pour un premier rôle dans le téléfilm Taking Chance (2009), qui lui vaut une nomination à l'Emmy, et le Golden Globe ainsi que le Screen Actors Guild Award du meilleur acteur dans une mini-série ou un téléfilm.
En 2010, il reçoit également l'USO-Metro Merit Award décerné par l'organisation américaine United Service Organizations, pour son bénévolat auprès des vétérans et blessés de l'armée américaine.
Enfin, Bacon a reçu des récompenses spéciales décernées par différents festivals ou organismes, récompensant sa carrière : le John Cassavetes Award au Festival du film de Denver ; le Copper Wing Tribute Award au Festival du film de Phoenix, partagé avec Kyra Sedgwick et Tom Ortenberg ; et le Joel Siegel Award aux Critics' Choice Movie Awards.

## Voix francophones
En version française, Philippe Vincent est la voix régulière de Kevin Bacon depuis Des hommes d'honneur en 1992. Il le retrouve ainsi dans Mystic River, X-Men : Le Commencement, Frost/Nixon : L'Heure de vérité ou encore la série Following. À deux occasions, Kevin Bacon est doublé par Bernard Gabay, qui lui prête sa voix dans La Rivière sauvage et Apollo 13, de même pour Loïc Houdré dans L'Honneur d'un Marine et Super.
À titre exceptionnel, l'acteur est doublé par Éric Legrand dans Footloose, Jean-François Vlérick dans L'Expérience interdite, Jean-Philippe Puymartin dans Elle et lui, Thierry Ragueneau dans JFK, Emmanuel Curtil dans Meurtre à Alcatraz et Philippe Allard dans You Should Have Left.
Au Québec, Benoît Rousseau est la voix régulière de l'acteur, notamment dans Des hommes d'honneur et À Vif.
Versions françaises
- Philippe Vincent : Mystic River[218], X-Men : Le Commencement[218], etc.
- Bernard Gabay : La Rivière sauvage[219], Apollo 13[219], etc.

Versions québécoises
- Benoît Rousseau : Des hommes d'honneur[220], À Vif[220], etc.